# Euro commemorativi da collezione

Dritto e rovescio della moneta commemorativa da collezione in argento e niobio con valore facciale di 25 euro emessa dall'Austria nel 2013

Gli euro commemorativi da collezione sono realizzati in oro, argento e, in rari casi, in rame o in due o più metalli (con uso, per esempio, di titanio o niobio). Sono destinati ai collezionisti e a differenza delle normali monete euro, valide nell'intera Eurozona, hanno corso legale solo nel paese di emissione. Non vanno confusi con i 2 euro commemorativi che ogni Stato che ha adottato l'Euro può emettere ogni anno.

## Regolamenti

Dritto e rovescio della moneta commemorativa da collezione in oro con valore facciale di 200 euro emessa dallo Stato Città del Vaticano nel 2014

Nel novembre del 1998, il Consiglio Ecofin ha approvato la possibilità di emettere monete commemorative da collezione anche perché essa è espressione di valori e tradizioni culturali locali. In seguito, lo stesso Consiglio ha definito le regole per le emissioni di questo tipo di moneta, anche per assicurare che le stesse risultassero facilmente distinguibili da quelle coniate per la normale circolazione:
- Il valore nominale delle monete commemorative da collezione deve essere diverso da quello delle monete destinate alla circolazione (cioè non possono avere un valore nominale pari alle 8 denominazioni: 1, 2, 5, 10, 20, 50 cent e 1 e 2 euro);
- Le monete commemorative da collezione non devono utilizzare immagini simili alle facce comuni delle monete in euro destinate alla circolazione. Inoltre, per quanto possibile, i disegni utilizzati dovrebbero essere almeno leggermente diversi da quelli delle facce nazionali delle monete in circolazione;
- Colori, diametro e peso delle monete commemorative da collezione devono essere significativamente differenti da quelli delle monete destinate alla circolazione per almeno due di queste tre caratteristiche;
- Le monete commemorative da collezione non devono avere una godronatura fine, o di tipo a "Fiore spagnolo", usato per il 20 cent;
- L'identità dello Stato membro emittente deve essere chiaramente e facilmente riconoscibile;

Viene permessa la vendita di queste monete a un valore uguale o superiore al valore nominale.

## Emissioni
Tutti i diciannove Stati dell'Eurozona (Austria, Belgio, Cipro, Estonia, Finlandia, Francia, Germania, Grecia, Irlanda, Italia, Lettonia, Lituania, Lussemburgo, Malta, Paesi Bassi, Portogallo, Slovacchia, Slovenia, Spagna) e i quattro Stati che sono convenzionati a usare l'Euro (San Marino, Principato di Monaco, Città del Vaticano e Andorra) hanno emesso almeno una moneta commemorativa da collezione.

### Emissioni per anno
| Nazione                                                  | Emissioni                        | Anno | Anno | Anno | Anno | Anno | Anno | Anno | Anno | Anno | Anno | Anno | Anno | Anno | Anno | Anno | Anno | Anno | Anno | Anno | Anno | Anno |
| Nazione                                                  | Emissioni                        | 2002 | 2003 | 2004 | 2005 | 2006 | 2007 | 2008 | 2009 | 2010 | 2011 | 2012 | 2013 | 2014 | 2015 | 2016 | 2017 | 2018 | 2019 | 2020 | 2021 | 2022 |
| -------------------------------------------------------- | -------------------------------- | ---- | ---- | ---- | ---- | ---- | ---- | ---- | ---- | ---- | ---- | ---- | ---- | ---- | ---- | ---- | ---- | ---- | ---- | ---- | ---- | ---- |
| Andorra                                                  | 4                                |      |      |      |      |      |      |      |      |      |      |      |      |      |      |      |      | 2    |      |      | 2    |      |
| Austria                                                  | 367                              | 11   | 12   | 14   | 13   | 13   | 13   | 15   | 15   | 15   | 15   | 19   | 19   | 20   | 19   | 22   | 26   | 26   | 28   | 26   | 26   |      |
| Belgio                                                   | 139                              | 2    | 2    | 4    | 4    | 5    | 6    | 7    | 6    | 7    | 7    | 5    | 7    | 7    | 11   | 9    | 10   | 11   | 10   | 10   | 9    |      |
| Cipro                                                    | 13                               |      |      |      |      |      |      | 1    |      | 2    |      | 1    | 2    | 1    | 1    | 1    | 1    | 1    | 1    | 1    |      |      |
| Croazia                                                  | 0                                |      |      |      |      |      |      |      |      |      |      |      |      |      |      |      |      |      |      |      |      |      |
| Estonia                                                  | 21                               |      |      |      |      |      |      |      |      |      | 2    | 1    | 1    | 2    | 1    | 2    | 2    | 4    | 2    | 1    | 3    |      |
| Finlandia                                                | 165                              | 3    | 4    | 3    | 4    | 5    | 4    | 4    | 4    | 7    | 13   | 12   | 13   | 15   | 18   | 17   | 14   | 18   | 1    | 3    | 3    |      |
| Francia                                                  | 1495                             | 28   | 60   | 42   | 41   | 51   | 65   | 49   | 58   | 82   | 88   | 97   | 66   | 81   | 94   | 94   | 94   | 98   | 104  | 96   | 107  |      |
| Germania                                                 | 179                              | 7    | 7    | 7    | 7    | 6    | 6    | 6    | 7    | 8    | 13   | 12   | 12   | 12   | 13   | 8    | 9    | 9    | 10   | 10   | 10   |      |
| Grecia                                                   | 137                              |      | 15   | 12   | 1    | 3    | 4    | 1    | 2    | 2    | 5    | 6    | 6    | 7    | 7    | 7    | 8    | 13   | 9    | 11   | 18   |      |
| Irlanda                                                  | 52                               |      | 2    | 1    | 1    | 2    | 3    | 4    | 3    | 3    | 3    | 5    | 5    | 3    | 3    | 4    | 3    | 3    | 3    | 1    |      |      |
| Italia                                                   | 225                              |      | 6    | 8    | 15   | 10   | 10   | 9    | 11   | 8    | 11   | 9    | 8    | 10   | 9    | 8    | 10   | 11   | 15   | 13   | 20   | 24   |
| Lettonia                                                 | 41                               |      |      |      |      |      |      |      |      |      |      |      |      | 6    | 6    | 7    | 7    | 6    | 3    | 4    | 2    |      |
| Lituania                                                 | 48                               |      |      |      |      |      |      |      |      |      |      |      |      |      | 7    | 3    | 7    | 9    | 7    | 8    | 7    |      |
| Lussemburgo                                              | 62                               | 1    | 1    | 2    | 1    | 4    | 1    | 2    | 3    | 4    | 3    | 2    | 4    | 4    | 3    | 4    | 4    | 5    | 6    | 5    | 3    |      |
| Malta                                                    | 68                               |      |      |      |      |      |      | 2    | 2    | 2    | 2    | 2    | 7    | 9    | 8    | 5    | 5    | 6    | 5    | 7    | 6    |      |
| Monaco                                                   | 11                               | 1    | 2    | 1    | 1    |      |      | 2    |      |      | 1    | 1    |      | 1    |      |      |      |      | 1    |      |      |      |
| Paesi Bassi                                              | 100                              | 2    | 2    | 7    | 5    | 6    | 2    | 2    | 4    | 4    | 6    | 6    | 9    | 4    | 4    | 4    | 9    | 8    | 8    | 4    | 4    |      |
| Portogallo                                               | 258                              |      | 9    | 10   | 6    | 7    | 7    | 11   | 10   | 15   | 13   | 17   | 17   | 17   | 18   | 17   | 18   | 18   | 16   | 18   | 14   |      |
| San Marino                                               | 115                              | 4    | 5    | 5    | 5    | 5    | 5    | 5    | 5    | 5    | 5    | 5    | 7    | 6    | 5    | 7    | 6    | 6    | 9    | 9    | 6    |      |
| Slovacchia                                               | 65                               |      |      |      |      |      |      |      | 2    | 4    | 5    | 5    | 5    | 3    | 3    | 6    | 4    | 8    | 6    | 6    | 8    |      |
| Slovenia                                                 | 55                               |      |      |      |      |      |      | 5    | 5    | 5    | 5    | 5    | 3    | 3    | 3    | 3    | 3    | 3    | 3    | 3    | 6    |      |
| Spagna                                                   | 412                              | 15   | 11   | 18   | 13   | 11   | 18   | 15   | 13   | 27   | 35   | 40   | 26   | 23   | 21   | 18   | 17   | 22   | 32   | 28   | 9    |      |
| Città del Vaticano                                       | 152                              | 4    | 4    | 4    | 5    | 4    | 4    | 5    | 5    | 5    | 6    | 8    | 11   | 9    | 10   | 9    | 9    | 11   | 12   | 13   | 14   |      |
| Totale                                                   | 4184                             | 78   | 142  | 138  | 122  | 132  | 148  | 145  | 155  | 205  | 238  | 258  | 228  | 243  | 264  | 255  | 266  | 298  | 291  | 277  | 277  | 24   |
| \| sì \| non ancora parte della zona euro \| \| no \| \| |                                  |      |      |      |      |      |      |      |      |      |      |      |      |      |      |      |      |      |      |      |      |      |
| sì                                                       | non ancora parte della zona euro |      |      |      |      |      |      |      |      |      |      |      |      |      |      |      |      |      |      |      |      |      |
| no                                                       |                                  |      |      |      |      |      |      |      |      |      |      |      |      |      |      |      |      |      |      |      |      |      |

### Emissioni per metallo utilizzato
| Andorra            | 4    | 1    | 1    | 2   |
| Austria            | 367  | 129  | 166  | 72  |
| Belgio             | 139  | 59   | 62   | 18  |
| Cipro              | 13   | 2    | 11   |     |
| Croazia            | 0    |      |      |     |
| Estonia            | 21   | 3    | 18   |     |
| Finlandia          | 165  | 20   | 77   | 68  |
| Francia            | 1495 | 654  | 827  | 14  |
| Germania           | 179  | 38   | 107  | 34  |
| Grecia             | 137  | 42   | 84   | 11  |
| Irlanda            | 52   | 15   | 36   | 1   |
| Italia             | 225  | 59   | 147  | 19  |
| Lettonia           | 41   | 4    | 37   |     |
| Lituania           | 48   | 7    | 29   | 12  |
| Lussemburgo        | 62   | 15   | 46   | 1   |
| Malta              | 68   | 26   | 39   | 3   |
| Monaco             | 11   | 4    | 7    |     |
| Paesi Bassi        | 100  | 52   | 48   |     |
| Portogallo         | 258  | 62   | 117  | 79  |
| San Marino         | 115  | 36   | 62   | 17  |
| Slovacchia         | 65   | 12   | 51   | 2   |
| Slovenia           | 55   | 20   | 20   | 15  |
| Spagna             | 412  | 87   | 285  | 40  |
| Città del Vaticano | 152  | 83   | 63   | 6   |
| Totale             | 4184 | 1430 | 2340 | 414 |
| \| sì \| \| no \|  |      |      |      |     |
| sì                 |      |      |      |     |
| no                 |      |      |      |     |

## Andorra

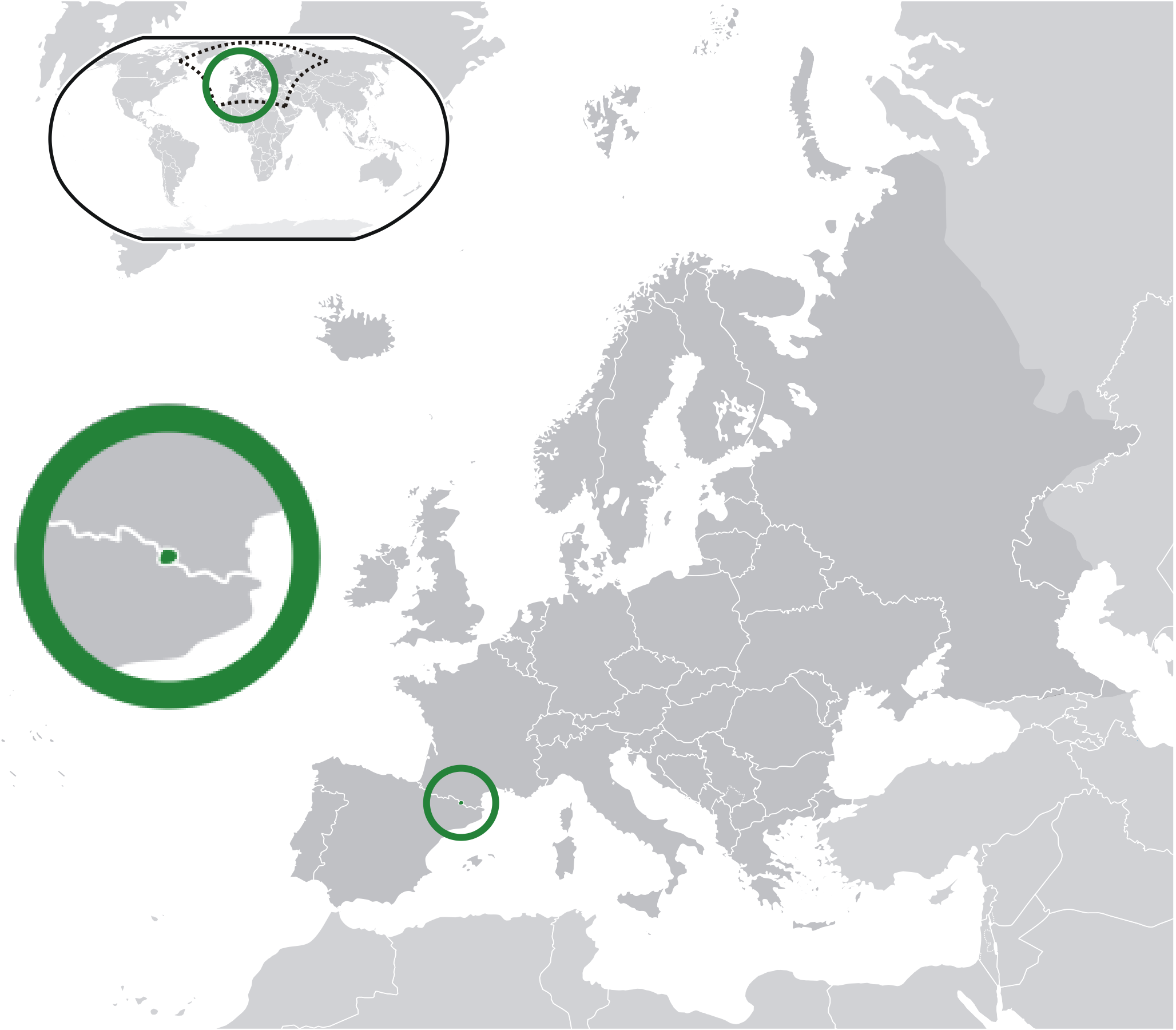

Andorra è un paese che utilizza l'euro per mezzo di un accordo di convenzione con l'Unione europea raggiunto il 30 giugno 2011. Fino al 2017 non aveva emesso nessuna moneta commemorativa da collezione. Nel 2018 c'è stata l'emissione di una moneta in oro e una in argento coniate presso la Real Casa de la Moneda (zecca spagnola). Nel 2021 sono state emesse due monete in cupronichel del valore di 1.25 € dalla  Monnaie de Paris (zecca francese).

### Emissioni
| Anno              | Emissioni |     | Metallo | Metallo | Metallo |     | Valore facciale | Valore facciale | Valore facciale |
| Anno              | Emissioni | Oro | Argento | Altro   | 1,25 €  | 5 € | 50 €            |                 |                 |
| ----------------- | --------- | --- | ------- | ------- | ------- | --- | --------------- | --------------- | --------------- |
| 2018              | 2         | 1   | 1       |         |         | 1   | 1               |                 |                 |
| 2021              | 2         |     |         | 2       | 2       |     |                 |                 |                 |
| Total             | 4         |     | 1       | 1       | 2       |     | 2               | 1               | 1               |
| \| sì \| \| no \| |           |     |         |         |         |     |                 |                 |                 |
| sì                |           |     |         |         |         |     |                 |                 |                 |
| no                |           |     |         |         |         |     |                 |                 |                 |

## Austria

L'Austria ha iniziato la coniazione delle monete commemorative da collezione nel 2002, contemporaneamente all'entrata della moneta unica nell'Eurozona. La coniazione avviene presso la Münze Österreich (Zecca austriaca) con sede a Vienna.
L'Austria conia soprattutto monete in oro e in argento, ma dal 2003 ha iniziato la coniazione di una moneta bimetallica in argento e niobio colorato che varia di anno in anno, dando a questo tipo di monete una caratteristica unica. Dal 2012 ha iniziato anche la coniazione di monete in rame con la caratteristica di riportare, per i valori da 5 e 10 euro, il dritto e rovescio identico alle monete dello stesso valore coniate in argento.

### Monete dedicate alla Filarmonica di Vienna

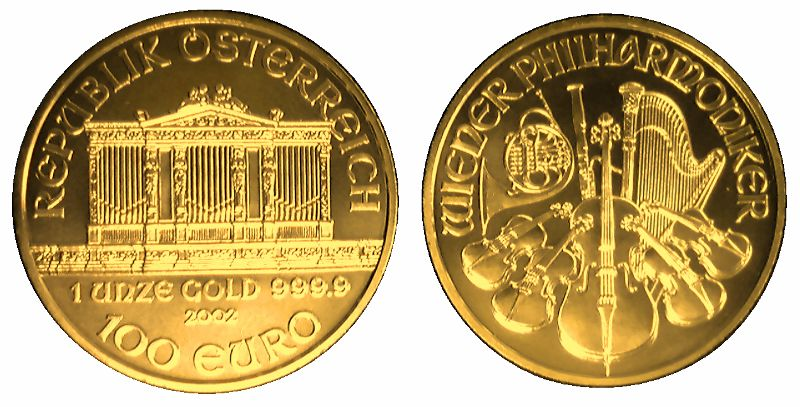
Dritto e rovescio della moneta commemorativa da collezione in oro dedicata alla Filarmonica di Vienna

Un pezzo unico nel panorama delle monete commemorative da collezione è la moneta dedicata alla Wiener Philharmoniker (Filarmonica di Vienna). Questa moneta, coniata per la prima volta nel 1989 e che fino al 2001 è stata emessa in scellini austriaci, è realizzata in oro puro (99,99% - 24 carati). Dal 2002 viene regolarmente emessa ogni anno in quattro diversi valori facciali in euro (10 euro, 25 euro, 50 euro e 100 euro) ognuna con proprie caratteristiche in dimensione e peso, ma tutte riportanti la stessa raffigurazione sul dritto e sul rovescio a meno del valore facciale.
A questi si aggiungono emissioni con valori facciali diversi: nel 2004 sono state emesse 15 monete con valore facciale di 100.000,00 euro, nel 2009 invece sono state emesse monete con valore facciale di 2.000,00 euro e, in ultimo, a partire dal 2014 sono state emesse monete con valore facciale di 4,00 euro.
Questa moneta viene usata come un prodotto da investimento (lingotti moneta), anche se è molto ricercata soprattutto dai collezionisti. Secondo il World Gold Council nel 1992, 1995 e 1996 è stata la moneta d'oro più venduta al mondo.
Dal 2008 questa moneta viene coniata anche in argento 999/1000 emessa in un unico valore facciale pari a 1,50 euro e dal 2016 in platino 999,5/1000 dal valore facciale pari a 100 euro e dal 2017 con valore facciale da 4 euro, tutte con raffigurazioni sulle due facce identiche a quelle delle monete in oro.

### Emissioni
| Anno              | Emissioni |     | Metallo | Metallo | Metallo |     | Valore facciale | Valore facciale | Valore facciale | Valore facciale | Valore facciale | Valore facciale | Valore facciale | Valore facciale | Valore facciale | Valore facciale | Valore facciale |
| Anno              | Emissioni | Oro | Argento | Altro   | 1,50 €  | 3 € | 4 €             | 5 €             | 10 €            | 20 €            | 25 €            | 50 €            | 100 €           | 2.000 €         | 100.000 €       |                 |                 |
| ----------------- | --------- | --- | ------- | ------- | ------- | --- | --------------- | --------------- | --------------- | --------------- | --------------- | --------------- | --------------- | --------------- | --------------- | --------------- | --------------- |
| 2002              | 11        | 6   | 5       |         |         |     |                 | 1               | 3               | 2               | 1               | 2               | 2               |                 |                 |                 |                 |
| 2003              | 12        | 6   | 6       |         |         |     |                 | 1               | 3               | 2               | 2               | 2               | 2               |                 |                 |                 |                 |
| 2004              | 14        | 7   | 7       |         |         |     |                 | 2               | 3               | 2               | 2               | 2               | 2               |                 | 1               |                 |                 |
| 2005              | 13        | 6   | 7       |         |         |     |                 | 2               | 3               | 2               | 2               | 2               | 2               |                 |                 |                 |                 |
| 2006              | 13        | 6   | 7       |         |         |     |                 | 2               | 3               | 2               | 2               | 2               | 2               |                 |                 |                 |                 |
| 2007              | 13        | 6   | 7       |         |         |     |                 | 2               | 3               | 2               | 2               | 2               | 2               |                 |                 |                 |                 |
| 2008              | 15        | 6   | 9       |         | 1       |     |                 | 3               | 3               | 2               | 2               | 2               | 2               |                 |                 |                 |                 |
| 2009              | 15        | 7   | 8       |         | 1       |     |                 | 2               | 3               | 2               | 2               | 2               | 2               | 1               |                 |                 |                 |
| 2010              | 15        | 6   | 9       |         | 1       |     |                 | 3               | 3               | 2               | 2               | 2               | 2               |                 |                 |                 |                 |
| 2011              | 15        | 6   | 9       |         | 1       |     |                 | 2               | 3               | 3               | 2               | 2               | 2               |                 |                 |                 |                 |
| 2012              | 19        | 6   | 9       | 4       | 1       |     |                 | 4               | 5               | 3               | 2               | 2               | 2               |                 |                 |                 |                 |
| 2013              | 19        | 6   | 9       | 4       | 1       |     |                 | 4               | 5               | 3               | 2               | 2               | 2               |                 |                 |                 |                 |
| 2014              | 20        | 7   | 9       | 4       | 1       |     | 1               | 4               | 5               | 3               | 2               | 2               | 2               |                 |                 |                 |                 |
| 2015              | 20        | 7   | 9       | 4       | 1       |     | 1               | 4               | 5               | 3               | 2               | 2               | 2               |                 |                 |                 |                 |
| 2016              | 22        | 7   | 9       | 6       | 1       | 1   | 1               | 4               | 5               | 3               | 2               | 2               | 3               |                 |                 |                 |                 |
| 2017              | 28        | 7   | 11      | 10      | 1       | 4   | 2               | 4               | 7               | 3               | 2               | 2               | 3               |                 |                 |                 |                 |
| 2018              | 28        | 7   | 11      | 10      | 1       | 4   | 2               | 4               | 7               | 3               | 2               | 2               | 3               |                 |                 |                 |                 |
| 2019              | 31        | 7   | 14      | 10      | 4       | 4   | 2               | 4               | 7               | 3               | 2               | 2               | 3               |                 |                 |                 |                 |
| 2020              | 27        | 7   | 11      | 9       | 1       | 4   | 1               | 4               | 7               | 3               | 2               | 2               | 3               |                 |                 |                 |                 |
| 2021              | 27        | 7   | 11      | 9       | 1       | 4   | 1               | 4               | 7               | 3               | 2               | 2               | 3               |                 |                 |                 |                 |
| 2022              | 13        | 2   | 7       | 4       | 1       | 1   | 1               | 4               | 3               | 1               | 1               | 1               |                 |                 |                 |                 |                 |
| Total             | 390       |     | 132     | 184     | 74      |     | 18              | 22              | 12              | 64              | 93              | 52              | 40              | 41              | 46              | 1               | 1               |
| \| sì \| \| no \| |           |     |         |         |         |     |                 |                 |                 |                 |                 |                 |                 |                 |                 |                 |                 |
| sì                |           |     |         |         |         |     |                 |                 |                 |                 |                 |                 |                 |                 |                 |                 |                 |
| no                |           |     |         |         |         |     |                 |                 |                 |                 |                 |                 |                 |                 |                 |                 |                 |

## Belgio

Il Belgio ha iniziato la coniazione di monete commemorative da collezione nel 2002, contemporaneamente all'adozione dell'euro. Fino al 2014 le monete sono state coniate esclusivamente in oro o argento; dal 2015 è iniziata la coniazione di monete in altri metalli. A partire dal 2004 il Belgio ha gradualmente aumentato sia il numero di monete emesse sia i valori facciali disponibili. L'istituto deputato all'emissione delle monete è la Monnaie royale de Belgique o Koninklijke Munt van België (KMR).

### Emissioni
| Anno              | Emissioni |     | Metallo | Metallo | Metallo |     | Valore facciale | Valore facciale | Valore facciale | Valore facciale | Valore facciale | Valore facciale | Valore facciale | Valore facciale |
| Anno              | Emissioni | Oro | Argento | Altro   | 2½ €    | 5 € | 10 €            | 12½ €           | 20 €            | 25 €            | 50 €            | 100 €           |                 |                 |
| ----------------- | --------- | --- | ------- | ------- | ------- | --- | --------------- | --------------- | --------------- | --------------- | --------------- | --------------- | --------------- | --------------- |
| 2002              | 2         | 1   | 1       |         |         |     | 1               |                 |                 |                 |                 | 1               |                 |                 |
| 2003              | 2         | 1   | 1       |         |         |     | 1               |                 |                 |                 |                 | 1               |                 |                 |
| 2004              | 4         | 2   | 2       |         |         |     | 2               |                 |                 |                 | 1               | 1               |                 |                 |
| 2005              | 4         | 1   | 3       |         |         |     | 2               |                 | 1               |                 |                 | 1               |                 |                 |
| 2006              | 6         | 3   | 3       |         |         |     | 3               | 1               |                 |                 | 1               | 1               |                 |                 |
| 2007              | 6         | 3   | 3       |         |         |     | 2               | 1               | 1               |                 | 1               | 1               |                 |                 |
| 2008              | 8         | 4   | 4       |         |         | 2   | 2               | 1               |                 | 1               | 1               | 1               |                 |                 |
| 2009              | 6         | 3   | 3       |         |         |     | 2               | 1               | 1               |                 | 1               | 1               |                 |                 |
| 2010              | 8         | 3   | 5       |         |         | 1   | 3               | 1               | 1               |                 | 1               | 1               |                 |                 |
| 2011              | 7         | 4   | 3       |         |         | 1   | 2               | 1               |                 |                 | 2               | 1               |                 |                 |
| 2012              | 5         | 3   | 2       |         |         |     | 2               | 1               |                 |                 | 1               | 1               |                 |                 |
| 2013              | 8         | 3   | 5       |         |         | 2   | 2               | 1               | 1               |                 | 1               | 1               |                 |                 |
| 2014              | 7         | 3   | 4       |         |         | 1   | 2               | 1               | 1               |                 | 1               | 1               |                 |                 |
| 2015              | 11        | 5   | 4       | 2       | 1       | 2   | 2               | 2               | 1               | 1               | 1               | 1               |                 |                 |
| 2016              | 9         | 4   | 4       | 1       |         | 2   | 2               | 1               | 1               | 1               | 1               | 1               |                 |                 |
| 2017              | 10        | 4   | 5       | 1       |         | 2   | 2               | 1               | 2               | 1               | 1               | 1               |                 |                 |
| 2018              | 12        | 4   | 5       | 3       | 2       | 3   | 2               | 1               | 1               | 1               | 1               | 1               |                 |                 |
| 2019              | 11        | 3   | 3       | 5       | 2       | 4   | 2               | 1               |                 | 1               | 1               |                 |                 |                 |
| 2020              | 13        | 2   | 4       | 7       | 3       | 5   | 2               | 1               | 1               |                 | 1               |                 |                 |                 |
| 2021              | 11        | 3   | 3       | 5       | 2       | 4   | 1               | 1               | 1               | 1               | 1               |                 |                 |                 |
| Total             | 150       | 59  | 67      | 24      | 10      | 29  | 39              | 17              | 13              | 7               | 18              | 17              |                 |                 |
| \| sì \| \| no \| |           |     |         |         |         |     |                 |                 |                 |                 |                 |                 |                 |                 |
| sì                |           |     |         |         |         |     |                 |                 |                 |                 |                 |                 |                 |                 |
| no                |           |     |         |         |         |     |                 |                 |                 |                 |                 |                 |                 |                 |

## Cipro

Cipro è entrato nell'Eurozona il 1º gennaio 2008 e ha emesso in quell'anno la prima moneta commemorativa da collezione in argento. Nel 2009, nel 2011 e nel 2021 non sono state emesse monete commemorative da collezione. I metalli utilizzati per la coniazione sono oro e argento. Le monete vengono coniate presso la Suomen Rahapaja o Myntverket i Finland (Zecca finlandese) oppure presso la Banca di Grecia.

### Emissioni
| 2008              | 1  |   | 1  |   | 1  |   |
| 2009              |    |   |    |   |    |   |
| 2010              | 2  | 1 | 1  |   | 1  | 1 |
| 2011              |    |   |    |   |    |   |
| 2012              | 1  |   | 1  |   | 1  |   |
| 2013              | 2  | 1 | 1  |   | 1  | 1 |
| 2014              | 1  |   | 1  |   | 1  |   |
| 2015              | 1  |   | 1  |   | 1  |   |
| 2016              | 1  |   | 1  |   | 1  |   |
| 2017              | 1  |   | 1  |   | 1  |   |
| 2018              | 1  |   | 1  |   | 1  |   |
| 2019              | 1  |   | 1  |   | 1  |   |
| 2020              | 1  |   | 1  |   | 1  |   |
| 2021              |    |   |    |   |    |   |
| Total             | 13 | 2 | 11 | 0 | 11 | 2 |
| \| sì \| \| no \| |    |   |    |   |    |   |
| sì                |    |   |    |   |    |   |
| no                |    |   |    |   |    |   |

## Estonia

L'Estonia ha adottato l'euro nel 2011 incominciando contemporaneamente la coniazione di monete commemorative da collezione sia in oro che in argento. Le monete sono coniate presso la Suomen Rahapaja o Myntverket i Finland (Zecca finlandese) oppure presso il Koninklijke Nederlandse Munt (Zecca olandese).

### Emissioni
| Anno              | Emissioni |     | Metallo | Metallo | Metallo |     | Valore facciale | Valore facciale | Valore facciale | Valore facciale | Valore facciale | Valore facciale | Valore facciale | Valore facciale |
| Anno              | Emissioni | Oro | Argento | Altro   | 7 €     | 8 € | 10 €            | 12 €            | 15 €            | 20 €            | 25 €            | 100 €           |                 |                 |
| ----------------- | --------- | --- | ------- | ------- | ------- | --- | --------------- | --------------- | --------------- | --------------- | --------------- | --------------- | --------------- | --------------- |
| 2011              | 2         | 1   | 1       |         |         |     | 1               |                 |                 | 1               |                 |                 |                 |                 |
| 2012              | 1         |     | 1       |         |         |     |                 | 1               |                 |                 |                 |                 |                 |                 |
| 2013              | 1         |     | 1       |         | 1       |     |                 |                 |                 |                 |                 |                 |                 |                 |
| 2014              | 2         |     | 2       |         |         |     | 2               |                 |                 |                 |                 |                 |                 |                 |
| 2015              | 1         |     | 1       |         |         |     | 1               |                 |                 |                 |                 |                 |                 |                 |
| 2016              | 2         |     | 2       |         |         |     | 2               |                 |                 |                 |                 |                 |                 |                 |
| 2017              | 2         | 1   | 1       |         |         | 1   |                 |                 |                 |                 | 1               |                 |                 |                 |
| 2018              | 4         | 1   | 3       |         |         |     | 2               |                 | 1               |                 |                 | 1               |                 |                 |
| 2019              | 2         |     | 2       |         |         | 1   |                 | 1               |                 |                 |                 |                 |                 |                 |
| 2020              | 1         |     | 1       |         |         |     |                 |                 | 1               |                 |                 |                 |                 |                 |
| 2021              | 3         |     | 3       |         |         | 2   |                 |                 | 1               |                 |                 |                 |                 |                 |
| 2022              | 1         |     | 1       |         |         | 1   |                 |                 |                 |                 |                 |                 |                 |                 |
| Total             | 22        |     | 3       | 19      | 0       |     | 1               | 5               | 8               | 2               | 3               | 1               | 1               | 1               |
| \| sì \| \| no \| |           |     |         |         |         |     |                 |                 |                 |                 |                 |                 |                 |                 |
| sì                |           |     |         |         |         |     |                 |                 |                 |                 |                 |                 |                 |                 |
| no                |           |     |         |         |         |     |                 |                 |                 |                 |                 |                 |                 |                 |

## Finlandia

La Finlandia ha aderito all'Eurozona nel 2002 e ha continuato la sua tradizione nel coniare monete da collezione.
La Finlandia ha la tendenza a utilizzare principalmente l'argento per le emissioni di monete da collezione. La coniazione di monete bimetalliche (cupronichel e oro nordico) ha avuto inizio nel 2003 e le monete hanno esclusivamente valore facciale di 5 euro. La Finlandia inoltre, negli anni 2003, 2006 e 2012 ha emesso una moneta bimetallica utilizzando l'oro e l'argento del valore facciale di 50 euro. Le monete vengono coniate presso la Suomen Rahapaja o Myntverket i Finland (Zecca finlandese).

### Emissioni
| Anno              | Emissioni |     | Metallo | Metallo | Metallo |      | Valore facciale | Valore facciale | Valore facciale | Valore facciale | Valore facciale |
| Anno              | Emissioni | Oro | Argento | Altro   | 5 €     | 10 € | 20 €            | 50 €            | 100 €           |                 |                 |
| ----------------- | --------- | --- | ------- | ------- | ------- | ---- | --------------- | --------------- | --------------- | --------------- | --------------- |
| 2002              | 3         | 1   | 2       |         |         | 2    |                 |                 | 1               |                 |                 |
| 2003              | 4         | 1   | 2       | 1       | 1       | 2    |                 | 1               |                 |                 |                 |
| 2004              | 3         | 1   | 2       |         |         | 2    |                 |                 | 1               |                 |                 |
| 2005              | 4         | 1   | 2       | 1       | 1       | 2    | 1               |                 |                 |                 |                 |
| 2006              | 5         | 1   | 2       | 2       | 2       | 2    |                 | 1               |                 |                 |                 |
| 2007              | 4         | 1   | 2       | 1       | 1       | 2    |                 |                 | 1               |                 |                 |
| 2008              | 4         | 1   | 2       | 1       | 1       | 2    |                 |                 | 1               |                 |                 |
| 2009              | 4         | 1   | 3       |         |         | 2    | 1               |                 | 1               |                 |                 |
| 2010              | 7         | 1   | 4       | 2       | 2       | 3    | 1               |                 | 1               |                 |                 |
| 2011              | 13        | 1   | 5       | 7       | 7       | 4    | 1               |                 | 1               |                 |                 |
| 2012              | 12        | 1   | 4       | 7       | 7       | 3    | 1               | 1               |                 |                 |                 |
| 2013              | 13        | 1   | 4       | 8       | 8       | 3    | 1               |                 | 1               |                 |                 |
| 2014              | 15        | 1   | 8       | 6       | 6       | 4    | 4               |                 | 1               |                 |                 |
| 2015              | 18        | 1   | 8       | 9       | 9       | 5    | 3               |                 | 1               |                 |                 |
| 2016              | 17        | 1   | 7       | 9       | 9       | 4    | 3               |                 | 1               |                 |                 |
| 2017              | 14        | 1   | 9       | 4       | 4       | 5    | 4               |                 | 1               |                 |                 |
| 2018              | 18        | 1   | 7       | 10      | 10      | 4    | 3               |                 | 1               |                 |                 |
| 2019              | 1         | 1   |         |         |         |      |                 |                 | 1               |                 |                 |
| 2020              | 3         | 1   | 2       |         |         |      | 2               |                 | 1               |                 |                 |
| 2021              | 3         | 1   | 2       |         |         |      | 2               |                 | 1               |                 |                 |
| Total             | 165       | 20  | 77      | 68      | 68      | 51   | 27              | 3               | 16              |                 |                 |
| \| sì \| \| no \| |           |     |         |         |         |      |                 |                 |                 |                 |                 |
| sì                |           |     |         |         |         |      |                 |                 |                 |                 |                 |
| no                |           |     |         |         |         |      |                 |                 |                 |                 |                 |

## Francia

La Francia è il paese che ha emesso il maggior numero di monete commemorative in euro. Importante è anche il numero di valori facciali emessi dallo Stato francese, che varia da quello della moneta in cupronichel e alluminio con valore facciale di 0,25 euro a quello della moneta in oro con valore facciale di 5.000,00 euro.
La coniazione, incominciata nel 2002 contemporaneamente all'adozione dell'euro, avviene per opera della Monnaie de Paris (zecca francese), con le monete in metalli preziosi coniate presso il sito dell'Hôtel des Monnaies di Parigi e le altre monete coniate presso lo stabilimento monetario di Pessac, in Gironda. I metalli utilizzati per la coniazione sono principalmente l'oro e l'argento. Sempre a partire dal 2002, ma con emissioni saltuarie, la Francia conia anche monte in cupronichel e alluminio. Queste monete hanno valore facciale di 0,25 euro per le prime emissioni avvenute nel 2002 e nel 2005 per poi passare a un valore facciale di 1,50 euro per tutte le successive emissioni. 
La Francia inoltre, negli anni 2002, 2003 e 2004 ha emesso una moneta bimetallica utilizzando l'argento e l'oro del valore facciale di 5 euro.

### Emissioni
| Anno              | Emissioni |     | Metallo | Metallo | Metallo |        | Valore facciale | Valore facciale | Valore facciale | Valore facciale | Valore facciale | Valore facciale | Valore facciale | Valore facciale | Valore facciale | Valore facciale | Valore facciale | Valore facciale | Valore facciale | Valore facciale | Valore facciale | Valore facciale |
| Anno              | Emissioni | Oro | Argento | Altro   | 0,25 €  | 1,25 € | 1,50 €          | 5 €             | 10 €            | 15 €            | 20 €            | 25 €            | 50 €            | 100 €           | 200 €           | 250 €           | 500 €           | 1.000 €         | 2.500 €         | 5.000 €         |                 |                 |
| ----------------- | --------- | --- | ------- | ------- | ------- | ------ | --------------- | --------------- | --------------- | --------------- | --------------- | --------------- | --------------- | --------------- | --------------- | --------------- | --------------- | --------------- | --------------- | --------------- | --------------- | --------------- |
| 2002              | 28        | 14  | 13      | 1       | 5       |        | 8               | 1               | 1               |                 | 10              |                 | 1               | 2               |                 |                 |                 |                 |                 |                 |                 |                 |
| 2003              | 60        | 33  | 27      |         | 3       |        | 22              | 1               | 5               |                 | 22              |                 | 3               | 4               |                 |                 |                 |                 |                 |                 |                 |                 |
| 2004              | 42        | 22  | 20      |         | 3       |        | 14              | 2               | 3               |                 | 13              |                 | 2               | 4               |                 |                 | 1               |                 |                 |                 |                 |                 |
| 2005              | 41        | 22  | 18      | 1       | 2       |        | 14              |                 | 10              |                 | 7               |                 | 2               | 6               |                 |                 |                 |                 |                 |                 |                 |                 |
| 2006              | 51        | 25  | 26      |         | 5       |        | 13              |                 | 13              |                 | 11              |                 | 3               | 6               |                 |                 |                 |                 |                 |                 |                 |                 |
| 2007              | 65        | 30  | 35      |         | 5       |        | 19              | 4               | 15              | 1               | 14              |                 | 5               | 2               |                 |                 |                 |                 |                 |                 |                 |                 |
| 2008              | 49        | 24  | 25      |         | 2       |        | 14              | 5               | 14              | 1               | 7               |                 | 2               | 4               |                 |                 |                 |                 |                 |                 |                 |                 |
| 2009              | 58        | 28  | 29      | 1       |         |        | 1               | 4               | 12              | 2               | 3               | 1               | 21              | 4               | 4               | 1               | 3               | 1               |                 | 1               |                 |                 |
| 2010              | 82        | 34  | 47      | 1       |         |        | 1               | 3               | 38              | 1               | 2               |                 | 14              | 5               | 5               | 1               | 8               | 2               |                 | 2               |                 |                 |
| 2011              | 88        | 37  | 50      | 1       |         |        | 1               | 4               | 45              |                 | 1               |                 | 17              | 5               | 5               | 1               | 4               | 3               |                 | 2               |                 |                 |
| 2012              | 97        | 39  | 57      | 1       |         |        | 1               | 4               | 48              |                 | 1               |                 | 25              | 3               | 6               | 1               | 5               | 1               |                 | 2               |                 |                 |
| 2013              | 66        | 33  | 33      |         |         |        |                 | 6               | 22              |                 |                 | 3               | 22              | 3               | 3               | 1               | 3               | 1               |                 | 2               |                 |                 |
| 2014              | 81        | 38  | 43      |         |         |        |                 | 3               | 34              |                 |                 |                 | 27              | 2               | 7               | 1               | 4               | 1               |                 | 2               |                 |                 |
| 2015              | 94        | 40  | 54      |         |         |        |                 | 2               | 47              |                 |                 |                 | 27              | 3               | 7               | 1               | 5               | 1               |                 | 1               |                 |                 |
| 2016              | 94        | 39  | 55      |         |         |        |                 | 3               | 44              |                 |                 |                 | 27              | 3               | 8               | 2               | 4               | 1               |                 | 2               |                 |                 |
| 2017              | 94        | 35  | 59      |         |         |        |                 | 2               | 42              |                 | 2               |                 | 27              | 3               | 9               | 1               | 5               | 1               |                 | 2               |                 |                 |
| 2018              | 98        | 38  | 60      |         |         |        |                 | 4               | 42              |                 | 3               |                 | 28              | 3               | 9               | 1               | 5               | 1               |                 | 2               |                 |                 |
| 2019              | 104       | 45  | 55      | 4       |         | 4      |                 | 4               | 39              |                 | 4               |                 | 26              | 4               | 13              | 2               | 5               | 1               |                 | 2               |                 |                 |
| 2020              | 96        | 37  | 57      | 2       |         | 2      |                 | 1               | 43              |                 | 5               | 1               | 24              | 4               | 10              | 2               | 1               | 1               | 1               | 1               |                 |                 |
| 2021              | 107       | 41  | 64      | 2       |         | 2      |                 | 5               | 40              |                 | 6               | 1               | 31              | 5               | 7               | 6               | 1               | 1               | 1               | 1               |                 |                 |
| Total             | 1495      | 654 | 827     | 14      | 25      | 8      | 108             | 58              | 557             | 5               | 111             | 6               | 334             | 75              | 93              | 21              | 54              | 16              | 2               | 22              |                 |                 |
| \| sì \| \| no \| |           |     |         |         |         |        |                 |                 |                 |                 |                 |                 |                 |                 |                 |                 |                 |                 |                 |                 |                 |                 |
| sì                |           |     |         |         |         |        |                 |                 |                 |                 |                 |                 |                 |                 |                 |                 |                 |                 |                 |                 |                 |                 |
| no                |           |     |         |         |         |        |                 |                 |                 |                 |                 |                 |                 |                 |                 |                 |                 |                 |                 |                 |                 |                 |

## Germania

La Germania conia le monete commemorative da collezione presso le 5 zecche presenti nel paese come avviene anche per le monete destinate alla circolazione, compresi i 2 euro commemorativi. I 5 istituti sono la Staatliche Münze di Berlino, la Bayerisches Hauptmünzamt di Monaco di Baviera, la Hamburgische Münze di Amburgo e la Staatliche Münzen Baden-Württemberg con le due sedi di Stoccarda e di Karlsruhe.
La coniazione delle monete inizia nel 2002, anno in cui l'euro entra in vigore in Germania così come in tutta l'eurozona e i metalli utilizzati sono l'oro e soprattutto l'argento. A partire dal 2011 la Germania ha iniziato anche la coniazione di monete in rame con 2 particolarità: hanno lo stesso tema e lo stesso valore facciale delle monete in argento. A partire dal 2016, la Germania ha sospeso l'emissione delle monete in rame e di quelle in argento (che fino a quel momento avevano titolo da 625/1000) per essere sostituite da monete da collezione da 20 euro in argento con titolo da 925/1000. Nel 2015 la Germania ha emesso una particolare moneta del valore facciale di 25 euro in argento appositamente per la commemorazione dei 25 anni dalla riunificazione tedesca.

### Emissioni
| Anno              | Emissioni |     | Metallo | Metallo | Metallo |      | Valore facciale | Valore facciale | Valore facciale | Valore facciale | Valore facciale | Valore facciale | Valore facciale |
| Anno              | Emissioni | Oro | Argento | Altro   | 5 €     | 10 € | 20 €            | 25 €            | 50 €            | 100 €           | 200 €           |                 |                 |
| ----------------- | --------- | --- | ------- | ------- | ------- | ---- | --------------- | --------------- | --------------- | --------------- | --------------- | --------------- | --------------- |
| 2002              | 7         | 2   | 5       |         |         | 5    |                 |                 |                 | 1               | 1               |                 |                 |
| 2003              | 7         | 1   | 6       |         |         | 6    |                 |                 |                 | 1               |                 |                 |                 |
| 2004              | 7         | 1   | 6       |         |         | 6    |                 |                 |                 | 1               |                 |                 |                 |
| 2005              | 7         | 1   | 6       |         |         | 6    |                 |                 |                 | 1               |                 |                 |                 |
| 2006              | 6         | 1   | 5       |         |         | 5    |                 |                 |                 | 1               |                 |                 |                 |
| 2007              | 6         | 1   | 5       |         |         | 5    |                 |                 |                 | 1               |                 |                 |                 |
| 2008              | 6         | 1   | 5       |         |         | 5    |                 |                 |                 | 1               |                 |                 |                 |
| 2009              | 7         | 1   | 6       |         |         | 6    |                 |                 |                 | 1               |                 |                 |                 |
| 2010              | 8         | 2   | 6       |         |         | 6    | 1               |                 |                 | 1               |                 |                 |                 |
| 2011              | 13        | 2   | 6       | 5       |         | 11   | 1               |                 |                 | 1               |                 |                 |                 |
| 2012              | 12        | 2   | 5       | 5       |         | 10   | 1               |                 |                 | 1               |                 |                 |                 |
| 2013              | 12        | 2   | 5       | 5       |         | 10   | 1               |                 |                 | 1               |                 |                 |                 |
| 2014              | 12        | 2   | 5       | 5       |         | 10   | 1               |                 |                 | 1               |                 |                 |                 |
| 2015              | 13        | 2   | 6       | 5       |         | 10   | 1               | 1               |                 | 1               |                 |                 |                 |
| 2016              | 8         | 2   | 5       | 1       | 1       |      | 6               |                 |                 | 1               |                 |                 |                 |
| 2017              | 9         | 3   | 5       | 1       | 1       |      | 6               |                 | 1               | 1               |                 |                 |                 |
| 2018              | 9         | 3   | 5       | 1       | 1       |      | 6               |                 | 1               | 1               |                 |                 |                 |
| 2019              | 10        | 3   | 5       | 2       | 1       | 1    | 6               |                 | 1               | 1               |                 |                 |                 |
| 2020              | 10        | 3   | 5       | 2       | 1       | 1    | 6               |                 | 1               | 1               |                 |                 |                 |
| 2021              | 10        | 3   | 5       | 2       | 1       | 1    | 6               |                 | 1               | 1               |                 |                 |                 |
| Total             | 179       | 38  | 107     | 34      | 6       | 104  | 42              | 1               | 5               | 20              | 1               |                 |                 |
| \| sì \| \| no \| |           |     |         |         |         |      |                 |                 |                 |                 |                 |                 |                 |
| sì                |           |     |         |         |         |      |                 |                 |                 |                 |                 |                 |                 |
| no                |           |     |         |         |         |      |                 |                 |                 |                 |                 |                 |                 |

## Grecia

La Grecia ha iniziato la coniazione delle monete commemorative da collezione nel 2003, l'anno successivo all'entrata in vigore dell'euro nei primi 12 paesi dell'eurozona. La coniazione delle monete avviene presso la Banca di Grecia (greco: Τράπεζα της Ελλάδος). La Grecia ha coniato soprattutto monete in argento ed a partire dal 2013 è iniziata anche la coniazione di monete in altri metalli (cupronichel e zinco).

### Emissioni
| Anno              | Emissioni |     | Metallo | Metallo | Metallo |     | Valore facciale | Valore facciale | Valore facciale | Valore facciale | Valore facciale | Valore facciale | Valore facciale |
| Anno              | Emissioni | Oro | Argento | Altro   | 5 €     | 6 € | 10 €            | 20 €            | 50 €            | 100 €           | 200 €           |                 |                 |
| ----------------- | --------- | --- | ------- | ------- | ------- | --- | --------------- | --------------- | --------------- | --------------- | --------------- | --------------- | --------------- |
| 2003              | 3         | 1   | 2       |         |         |     | 1               | 1               |                 |                 | 1               |                 |                 |
| 2004              | 24        | 8   | 16      |         |         |     | 16              |                 |                 | 8               |                 |                 |                 |
| 2005              | 1         |     | 1       |         |         |     | 1               |                 |                 |                 |                 |                 |                 |
| 2006              | 3         |     | 3       |         |         |     | 3               |                 |                 |                 |                 |                 |                 |
| 2007              | 4         |     | 4       |         |         |     | 4               |                 |                 |                 |                 |                 |                 |
| 2008              | 1         |     | 1       |         |         |     | 1               |                 |                 |                 |                 |                 |                 |
| 2009              | 2         |     | 2       |         |         |     | 2               |                 |                 |                 |                 |                 |                 |
| 2010              | 2         |     | 2       |         |         |     | 2               |                 |                 |                 |                 |                 |                 |
| 2011              | 5         | 1   | 4       |         |         |     | 4               |                 |                 | 1               |                 |                 |                 |
| 2012              | 6         | 3   | 3       |         |         |     | 3               |                 | 1               | 2               |                 |                 |                 |
| 2013              | 6         | 2   | 3       | 1       | 1       |     | 3               |                 | 1               |                 | 1               |                 |                 |
| 2014              | 7         | 3   | 3       | 1       | 1       |     | 3               |                 | 1               | 1               | 1               |                 |                 |
| 2015              | 7         | 3   | 3       | 1       | 1       | 1   | 2               |                 | 1               | 1               | 1               |                 |                 |
| 2016              | 7         | 3   | 3       | 1       | 1       | 1   | 2               |                 | 1               | 1               | 1               |                 |                 |
| 2017              | 8         | 3   | 4       | 1       | 1       | 1   | 3               |                 | 1               | 1               | 1               |                 |                 |
| 2018              | 13        | 3   | 10      |         |         | 7   | 3               |                 | 1               | 1               | 1               |                 |                 |
| 2019              | 9         | 3   | 4       | 2       | 2       | 1   | 3               |                 | 1               | 1               | 1               |                 |                 |
| 2020              | 11        | 3   | 8       |         | 4       | 1   | 3               |                 | 1               | 1               | 1               |                 |                 |
| 2021              | 18        | 6   | 10      | 2       | 4       |     | 8               |                 | 1               | 1               | 4               |                 |                 |
| Total             | 137       | 42  | 86      | 9       | 15      | 12  | 67              | 1               | 10              | 19              | 13              |                 |                 |
| \| sì \| \| no \| |           |     |         |         |         |     |                 |                 |                 |                 |                 |                 |                 |
| sì                |           |     |         |         |         |     |                 |                 |                 |                 |                 |                 |                 |
| no                |           |     |         |         |         |     |                 |                 |                 |                 |                 |                 |                 |

## Irlanda

L'Irlanda è entrata nell'eurozona nel 2002, ma non ha coniato sin da subito monete commemorative da collezione, iniziando però nel 2003. Le monete vengono coniate presso la Central Bank and Financial Services Authority of Ireland.
La maggior parte delle monete irlandesi sono realizzate in argento e solo a partire dal 2006 sono state emesse anche monete commemorative da collezione in oro. Nel 2003 è stata coniata una moneta molto speciale con un valore nominale di 5 euro, utilizzando il cupronichel, per commemorare i Giochi olimpici speciali estivi ospitati in Irlanda. Per l'occasione sono stati emessi 60.000 esemplari, fino a oggi il numero più alto per unica moneta.
In generale, l'Irlanda conia poche tipologie di monete per anno e con basso valore facciale.

### Emissioni
| Anno              | Emissioni |     | Metallo | Metallo | Metallo |      | Valore facciale | Valore facciale | Valore facciale | Valore facciale | Valore facciale | Valore facciale |
| Anno              | Emissioni | Oro | Argento | Altro   | 5 €     | 10 € | 15 €            | 20 €            | 50 €            | 100 €           |                 |                 |
| ----------------- | --------- | --- | ------- | ------- | ------- | ---- | --------------- | --------------- | --------------- | --------------- | --------------- | --------------- |
| 2003              | 2         |     | 1       | 1       | 1       | 1    |                 |                 |                 |                 |                 |                 |
| 2004              | 1         |     | 1       |         |         | 1    |                 |                 |                 |                 |                 |                 |
| 2005              | 1         |     | 1       |         |         | 1    |                 |                 |                 |                 |                 |                 |
| 2006              | 2         | 1   | 1       |         |         | 1    |                 | 1               |                 |                 |                 |                 |
| 2007              | 3         | 1   | 2       |         |         | 1    | 1               | 1               |                 |                 |                 |                 |
| 2008              | 4         | 2   | 2       |         | 1       | 1    |                 | 1               |                 | 1               |                 |                 |
| 2009              | 3         | 1   | 2       |         |         | 1    | 1               | 1               |                 |                 |                 |                 |
| 2010              | 3         | 1   | 2       |         |         | 1    | 1               | 1               |                 |                 |                 |                 |
| 2011              | 3         | 1   | 2       |         |         | 1    | 1               | 1               |                 |                 |                 |                 |
| 2012              | 5         | 2   | 3       |         |         | 2    | 1               | 2               |                 |                 |                 |                 |
| 2013              | 5         | 2   | 3       |         |         | 2    | 1               | 2               |                 |                 |                 |                 |
| 2014              | 3         | 1   | 2       |         |         | 1    | 1               | 1               |                 |                 |                 |                 |
| 2015              | 3         |     | 3       |         |         | 1    | 2               |                 |                 |                 |                 |                 |
| 2016              | 4         | 2   | 2       |         |         | 1    | 1               |                 | 1               | 1               |                 |                 |
| 2017              | 3         |     | 3       |         |         | 1    | 2               |                 |                 |                 |                 |                 |
| 2018              | 3         |     | 3       |         |         |      | 3               |                 |                 |                 |                 |                 |
| 2019              | 3         | 1   | 2       |         |         |      | 2               |                 |                 | 1               |                 |                 |
| 2020              | 1         |     | 1       |         |         | 1    |                 |                 |                 |                 |                 |                 |
| 2021              |           |     |         |         |         |      |                 |                 |                 |                 |                 |                 |
| Total             | 52        | 15  | 36      | 1       | 2       | 18   | 17              | 11              | 1               | 3               |                 |                 |
| \| sì \| \| no \| |           |     |         |         |         |      |                 |                 |                 |                 |                 |                 |
| sì                |           |     |         |         |         |      |                 |                 |                 |                 |                 |                 |
| no                |           |     |         |         |         |      |                 |                 |                 |                 |                 |                 |

## Italia

L'Istituto Poligrafico e Zecca dello Stato si occupa della coniazione di tutte le monete emesse dall'Italia, comprese quindi anche le monete commemorative da collezione. L'Italia ha adottato l'euro nel 2002, ma l'emissione di questo tipo di monete è iniziata nel 2003.
I metalli utilizzati sono stati esclusivamente l'oro e l'argento fino al 2017, anno in cui è stata coniata per la prima volta una moneta bimetallica in cupronichel e ottone.

### Emissioni
| 2003              | 6   | 2 | 4  |     | 2  | 2 | 1   | 1  |    |    |
| 2004              | 8   | 3 | 5  |     | 3  | 2 | 2   | 1  |    |    |
| 2005              | 15  | 6 | 9  |     | 4  | 5 | 4   | 2  |    |    |
| 2006              | 10  | 4 | 6  |     | 2  | 4 | 2   | 2  |    |    |
| 2007              | 10  | 3 | 7  |     | 4  | 3 | 2   | 1  |    |    |
| 2008              | 9   | 3 | 6  |     | 4  | 2 | 2   | 1  |    |    |
| 2009              | 11  | 3 | 8  |     | 3  | 5 | 2   | 1  |    |    |
| 2010              | 8   | 2 | 6  |     | 3  | 3 | 1   | 1  |    |    |
| 2011              | 11  | 2 | 9  |     | 4  | 5 | 1   | 1  |    |    |
| 2012              | 9   | 2 | 7  |     | 4  | 3 | 1   | 1  |    |    |
| 2013              | 8   | 2 | 6  |     | 4  | 2 | 1   | 1  |    |    |
| 2014              | 10  | 2 | 8  |     | 4  | 4 | 1   | 1  |    |    |
| 2015              | 9   | 2 | 7  |     | 4  | 3 | 1   | 1  |    |    |
| 2016              | 8   | 2 | 6  |     | 4  | 2 | 1   | 1  |    |    |
| 2017              | 10  | 2 | 7  | 1   | 6  | 3 | 1   |    |    |    |
| 2018              | 11  | 2 | 8  | 1   | 5  | 5 | 1   |    |    |    |
| 2019              | 15  | 2 | 10 | 3   | 11 | 3 | 1   |    |    |    |
| 2020              | 13  | 2 | 7  | 4   | 11 | 1 | 1   |    |    |    |
| 2021              | 20  | 5 | 10 | 5   | 14 | 2 | 3   | 1  |    |    |
| 2022              | 24  | 8 | 11 | 5   | 16 | 1 | 6   | 1  |    |    |
| 2023              | 29  | 9 | 11 | 9   | 20 | 1 | 6   | 2  |    |    |
| Total             | 254 |   | 68 | 158 | 28 |   | 132 | 61 | 41 | 20 |
| \| sì \| \| no \| |     |   |    |     |    |   |     |    |    |    |
| sì                |     |   |    |     |    |   |     |    |    |    |
| no                |     |   |    |     |    |   |     |    |    |    |

### Nuove emissioni
La Legge finanziaria del 2024 all'art. 15 autorizza l'istituto poligrafico e Zecca dello Stato per "la coniazione e l’emissione di monete per collezionisti aventi corso legale solo in Italia nei tagli da 0,25, 0,75, 1,5, 3, 4, 5, 6, 10, 20, 25, 50, 100, 200, 500 e 1.000 euro”.

## Lettonia

La Lettonia ha adottato l'euro nel 2014 e sin da quell'anno ha iniziato la coniazione di monete commemorative da collezione. La coniazione delle monete avviene presso il Koninklijke Nederlandse Munt (Zecca olandese) o presso la Mennica Polska (Zecca polacca).

### Emissioni
| Anno              | Emissioni |     | Metallo | Metallo | Metallo |     | Valore facciale | Valore facciale | Valore facciale | Valore facciale |
| Anno              | Emissioni | Oro | Argento | Altro   | 2,5 €   | 5 € | 20 €            | 75 €            |                 |                 |
| ----------------- | --------- | --- | ------- | ------- | ------- | --- | --------------- | --------------- | --------------- | --------------- |
| 2014              | 6         |     | 6       |         |         | 6   |                 |                 |                 |                 |
| 2015              | 6         |     | 6       |         |         | 6   |                 |                 |                 |                 |
| 2016              | 7         | 1   | 6       |         |         | 7   |                 |                 |                 |                 |
| 2017              | 7         | 1   | 6       |         | 2       | 4   | 1               |                 |                 |                 |
| 2018              | 6         | 1   | 5       |         |         | 5   |                 | 1               |                 |                 |
| 2019              | 4         |     | 4       |         |         | 4   |                 |                 |                 |                 |
| 2020              | 4         |     | 4       |         |         | 4   |                 |                 |                 |                 |
| 2021              | 4         | 1   | 3       |         |         | 4   |                 |                 |                 |                 |
| 2022              | 1         |     | 1       |         |         | 1   |                 |                 |                 |                 |
| Total             | 45        |     | 4       | 41      | 0       |     | 2               | 41              | 1               | 1               |
| \| sì \| \| no \| |           |     |         |         |         |     |                 |                 |                 |                 |
| sì                |           |     |         |         |         |     |                 |                 |                 |                 |
| no                |           |     |         |         |         |     |                 |                 |                 |                 |

## Lituania

La Lituania è l'ultimo paese in ordine di tempo ad aver adottato l'euro. La circolazione della moneta unica nel paese baltico è iniziata il 1º gennaio 2015 e contemporaneamente ha coniato monete commemorative da collezione sia in oro che in argento oltre a quelle in oro nordico. Nel 2020 è stata coniata una moneta con un valore nominale di 19.18 euro. Si tratta della prima moneta da collezione digitale al mondo. Al dritto si trova il testo dell'Atto d'indipendenza della Lituania e al rovescio sul lato destro i venti membri del Consiglio della Lituania e sul lato sinistro le loro firme. Per la vendita di questa moneta i nomi dei venti firmatari sono stati raggruppati in sei categorie: 4 sacerdoti, 3 ministeriali, 2 presidenti, 4 diplomatici, 4 accademici e 3 industriali. Al momento dell'acquisto della moneta digitale, il collezionista riceve sei gettoni digitali selezionati a caso tra le sei categorie e, solo dopo aver raccolto un gettone da ciascuna delle sei categorie, potrà riscattare una moneta d'argento fisica. 
Le monete sono coniate presso la UAB Lietuvos monetų kalykla (Zecca lituana).

### Emissioni
| Anno              | Emissioni |     | Metallo | Metallo | Metallo |     | Valore facciale | Valore facciale | Valore facciale | Valore facciale | Valore facciale |
| Anno              | Emissioni | Oro | Argento | Altro   | 1,50 €  | 5 € | 10 €            | 19.18 €         | 20 €            | 50 €            |                 |
| ----------------- | --------- | --- | ------- | ------- | ------- | --- | --------------- | --------------- | --------------- | --------------- | --------------- |
| 2015              | 7         | 1   | 5       | 1       |         | 2   |                 |                 | 4               | 1               |                 |
| 2016              | 3         | 1   | 2       |         |         | 1   |                 |                 | 2               |                 |                 |
| 2017              | 7         |     | 5       | 2       | 2       | 1   | 1               |                 | 3               |                 |                 |
| 2018              | 9         | 2   | 5       | 2       | 2       | 3   | 1               |                 | 2               | 1               |                 |
| 2019              | 8         | 1   | 5       | 2       | 2       | 2   | 2               |                 | 1               | 1               |                 |
| 2020              | 7         | 1   | 4       | 2       | 2       | 2   | 2               | 1               |                 |                 |                 |
| 2021              | 7         | 1   | 4       | 2       | 2       | 3   |                 |                 | 2               |                 |                 |
| Total             | 48        | 7   | 30      | 11      | 10      | 14  | 6               | 1               | 14              | 3               |                 |
| \| sì \| \| no \| |           |     |         |         |         |     |                 |                 |                 |                 |                 |
| sì                |           |     |         |         |         |     |                 |                 |                 |                 |                 |
| no                |           |     |         |         |         |     |                 |                 |                 |                 |                 |

## Lussemburgo

Il Lussemburgo ha adottato l'euro nel 2002 e nello stesso anno ha iniziato la coniazione di monete commemorative da collezione. Fino al 2005 ha coniato al massimo due monete per anno utilizzando come metalli l'oro e/o l'argento. Dal 2006 il Lussemburgo ha iniziato la coniazione di monete bimetalliche in argento e titanio. Dal 2009 è iniziata invece la coniazione di due nuove monete bimetalliche: la prima utilizzando l'argento e il niobio e la seconda utilizzando sempre l'argento, ma questa volta abbinato all'oro nordico. Nel 2014 è stata coniata una moneta in acciaio inox. Dal 2018 per tre anni consecutivi sono state emesse tre monete dedicate all'UNESCO. La particolarità di queste monete sta nella composizione; una combinazione di tre metalli: rame, oro nordico e argento.
In termini di valore facciale, tre monete particolari sono state coniate dal Lussemburgo: la prima emessa nel 2010 in argento con valore facciale di 700 cent proprio per commemorare il 700º anniversario del matrimonio tra Jean de Luxembourg ed Elisabetta di Boemia, la seconda emessa nel 2014 in oro dal valore facciale di 1,75 euro per celebrare il 175º anniversario dell'indipendenza del Lussemburgo mentre la terza emessa nel 2017 in argento e oro nordico dal valore facciale di 0,40 euro per celebrare il 40º anniversario della Corte dei conti europea.
Le monete vengono coniate presso diverse zecche europee come la Münze Österreich (Zecca austriaca), il Koninklijke Nederlandse Munt (Zecca olandese), la UAB Lietuvos monetų kalykla (Zecca lituana), la Mennica Polska (Zecca polacca) e la AB Myntverket (Zecca svedese).

### Emissioni
| Anno              | Emissioni |     | Metallo | Metallo | Metallo |          | Valore facciale | Valore facciale | Valore facciale | Valore facciale | Valore facciale | Valore facciale | Valore facciale | Valore facciale | Valore facciale | Valore facciale | Valore facciale |
| Anno              | Emissioni | Oro | Argento | Altro   | 40 cent | 175 cent | 2,5 €           | 5 €             | 700 cent        | 10 €            | 15 €            | 20 €            | 25 €            |                 |                 |                 |                 |
| ----------------- | --------- | --- | ------- | ------- | ------- | -------- | --------------- | --------------- | --------------- | --------------- | --------------- | --------------- | --------------- | --------------- | --------------- | --------------- | --------------- |
| 2002              | 1         |     | 1       |         |         |          |                 |                 |                 |                 |                 |                 | 1               |                 |                 |                 |                 |
| 2003              | 1         | 1   |         |         |         |          |                 | 1               |                 |                 |                 |                 |                 |                 |                 |                 |                 |
| 2004              | 2         | 1   | 1       |         |         |          |                 |                 |                 | 1               |                 |                 | 1               |                 |                 |                 |                 |
| 2005              | 1         |     | 1       |         |         |          |                 |                 |                 |                 |                 |                 | 1               |                 |                 |                 |                 |
| 2006              | 4         | 1   | 3       |         |         |          |                 |                 |                 | 2               |                 | 1               | 1               |                 |                 |                 |                 |
| 2007              | 1         |     | 1       |         |         |          |                 |                 |                 |                 |                 |                 | 1               |                 |                 |                 |                 |
| 2008              | 2         | 1   | 1       |         |         |          |                 |                 |                 | 1               |                 |                 | 1               |                 |                 |                 |                 |
| 2009              | 3         | 1   | 2       |         |         |          |                 | 2               |                 | 1               |                 |                 |                 |                 |                 |                 |                 |
| 2010              | 4         |     | 4       |         |         |          |                 | 2               | 1               | 1               |                 |                 |                 |                 |                 |                 |                 |
| 2011              | 3         | 1   | 2       |         |         |          |                 | 2               |                 | 1               |                 |                 |                 |                 |                 |                 |                 |
| 2012              | 2         |     | 2       |         |         |          |                 | 2               |                 |                 |                 |                 |                 |                 |                 |                 |                 |
| 2013              | 4         | 2   | 2       |         |         |          |                 | 2               |                 | 1               | 1               |                 |                 |                 |                 |                 |                 |
| 2014              | 4         | 1   | 2       | 1       |         | 1        |                 | 3               |                 |                 |                 |                 |                 |                 |                 |                 |                 |
| 2015              | 3         |     | 3       |         |         |          |                 | 3               |                 |                 |                 |                 |                 |                 |                 |                 |                 |
| 2016              | 4         | 1   | 3       |         |         |          | 1               | 2               |                 | 1               |                 |                 |                 |                 |                 |                 |                 |
| 2017              | 4         |     | 4       |         | 1       |          | 1               | 2               |                 |                 |                 |                 |                 |                 |                 |                 |                 |
| 2018              | 5         | 1   | 4       |         |         |          | 3               | 2               |                 |                 |                 |                 |                 |                 |                 |                 |                 |
| 2019              | 5         |     | 5       |         |         |          | 2               | 3               |                 |                 |                 |                 |                 |                 |                 |                 |                 |
| 2020              | 4         |     | 4       |         |         |          | 2               | 1               |                 |                 |                 |                 | 1               |                 |                 |                 |                 |
| 2021              | 3         | 1   | 2       |         |         |          | 1               | 1               |                 | 1               |                 |                 |                 |                 |                 |                 |                 |
| Total             | 60        | 12  | 47      | 1       | 1       | 1        | 10              | 28              | 1               | 10              | 1               | 1               | 7               |                 |                 |                 |                 |
| \| sì \| \| no \| |           |     |         |         |         |          |                 |                 |                 |                 |                 |                 |                 |                 |                 |                 |                 |
| sì                |           |     |         |         |         |          |                 |                 |                 |                 |                 |                 |                 |                 |                 |                 |                 |
| no                |           |     |         |         |         |          |                 |                 |                 |                 |                 |                 |                 |                 |                 |                 |                 |

## Malta

Malta ha incominciato la coniazione delle monete commemorative nel 2008, anno in cui è entrata a far parte dell'eurozona. I metalli utilizzati per queste monete sono soprattutto l'oro e l'argento. Fino al 2012 l'emissione è stata limitata a 2 monete, una in oro del valore facciale di 50 euro e una in argento con valore facciale di 10 euro. A partire dal 2013 il numero di monete è ampiamente aumentato. Si inizia con una serie di monete d'oro più piccole del mondo con un diametro di solo 11 mm ed un peso di solo 0,5 g.  Nel 2014 Malta ha emesso una moneta in ottone per commemorare il centenario dall'inizio della prima guerra mondiale.
Le monete sono coniate presso il Koninklijke Nederlandse Munt (Zecca olandese) oppure presso la Monnaie royale de Belgique o Koninklijke Munt van België (KMR) (Zecca belga).

### Emissioni
| 2008              | 2  | 1  | 1  |   |    | 1  |   | 1  |   |
| 2009              | 2  | 1  | 1  |   |    | 1  |   | 1  |   |
| 2010              | 2  | 1  | 1  |   |    | 1  |   | 1  |   |
| 2011              | 2  | 1  | 1  |   |    | 1  |   | 1  |   |
| 2012              | 2  | 1  | 1  |   |    | 1  |   | 1  |   |
| 2013              | 7  | 3  | 4  |   | 1  | 4  | 1 | 1  |   |
| 2014              | 9  | 3  | 5  | 1 | 2  | 5  | 1 | 1  |   |
| 2015              | 8  | 4  | 4  |   | 2  | 4  | 1 | 1  |   |
| 2016              | 5  | 2  | 3  |   | 1  | 3  |   | 1  |   |
| 2017              | 5  | 1  | 4  |   |    | 4  |   | 1  |   |
| 2018              | 9  | 5  | 3  | 1 | 1  | 3  | 1 | 2  | 2 |
| 2019              | 8  | 4  | 3  | 1 | 1  | 3  | 1 | 2  | 1 |
| 2020              | 9  | 4  | 4  | 1 | 1  | 4  | 1 | 2  | 1 |
| 2021              | 8  | 2  | 6  |   | 1  | 5  |   | 2  |   |
| Total             | 78 | 33 | 41 | 4 | 10 | 40 | 6 | 18 | 4 |
| \| sì \| \| no \| |    |    |    |   |    |    |   |    |   |
| sì                |    |    |    |   |    |    |   |    |   |
| no                |    |    |    |   |    |    |   |    |   |

## Monaco

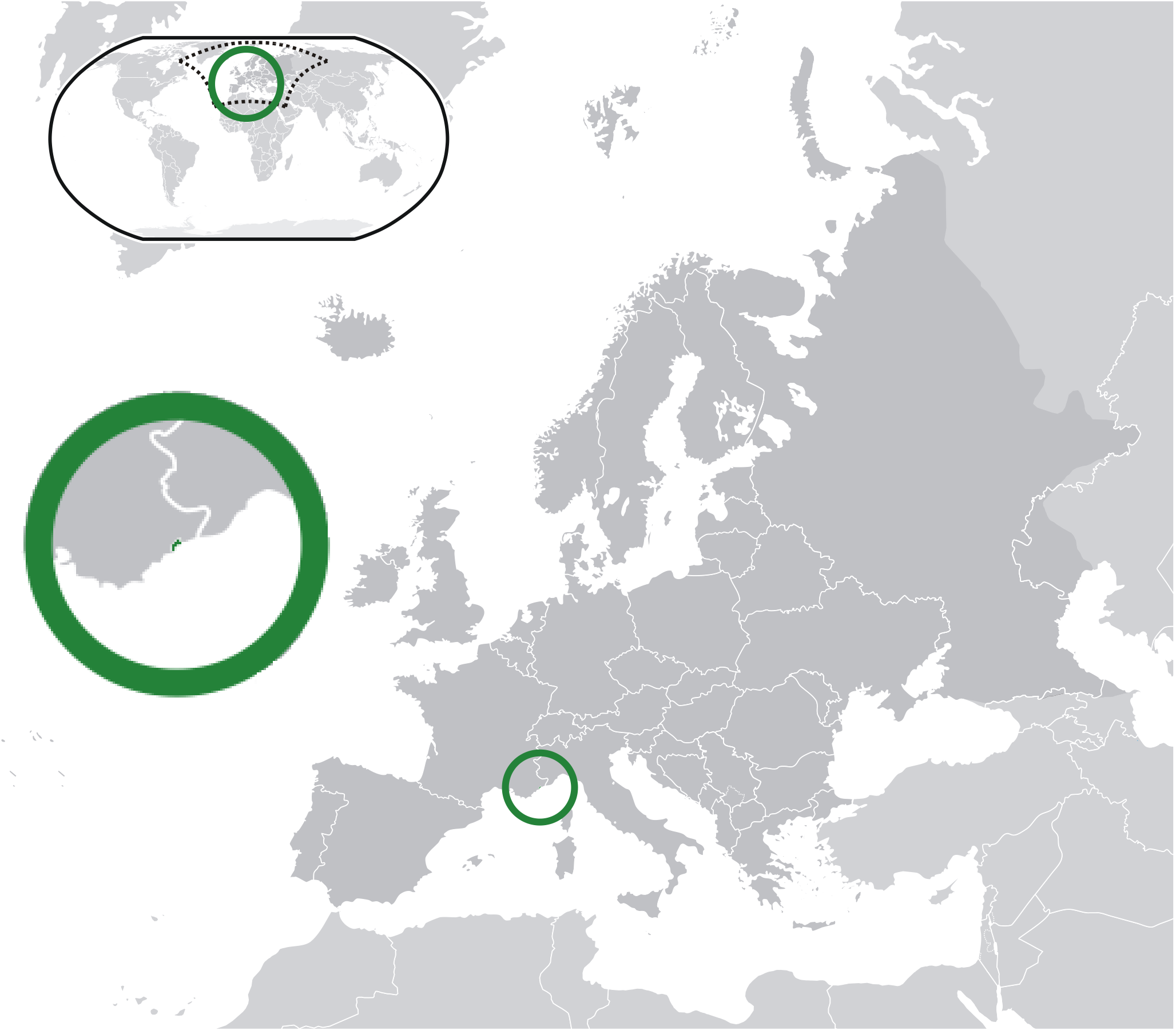

La coniazione delle monete commemorative da collezione da parte del Principato di Monaco è iniziata nel 2002, anno in cui è stato autorizzato a coniare monete in euro e a utilizzare l'euro come valuta nazionale in forza degli accordi finanziari esistenti con la Francia (membro dell'UE). Tutte le monete sono coniate esclusivamente in oro e in argento presso la Monnaie de Paris (zecca francese).
L'emissione da parte del Principato non è avvenuta con regolarità negli anni.

### Emissioni
| 2002              | 1  | 1 |   |   |   |   | 1 |   |
| 2003              | 2  | 1 | 1 |   |   | 1 |   | 1 |
| 2004              | 1  |   | 1 |   | 1 |   |   |   |
| 2005              | 1  | 1 |   |   |   | 1 |   |   |
| 2006              |    |   |   |   |   |   |   |   |
| 2007              |    |   |   |   |   |   |   |   |
| 2008              | 2  | 1 | 1 |   | 1 |   | 1 |   |
| 2009              |    |   |   |   |   |   |   |   |
| 2010              |    |   |   |   |   |   |   |   |
| 2011              | 1  |   | 1 |   |   | 1 |   |   |
| 2012              | 1  |   | 1 |   |   | 1 |   |   |
| 2013              |    |   |   |   |   |   |   |   |
| 2014              | 1  |   | 1 |   |   | 1 |   |   |
| 2015              | 1  | 1 |   |   |   |   |   | 1 |
| 2016              |    |   |   |   |   |   |   |   |
| 2017              |    |   |   |   |   |   |   |   |
| 2018              |    |   |   |   |   |   |   |   |
| 2019              | 1  |   | 1 |   |   | 1 |   |   |
| 2020              |    |   |   |   |   |   |   |   |
| 2021              |    |   |   |   |   |   |   |   |
| Total             | 12 | 5 | 7 | 0 | 2 | 6 | 2 | 2 |
| \| sì \| \| no \| |    |   |   |   |   |   |   |   |
| sì                |    |   |   |   |   |   |   |   |
| no                |    |   |   |   |   |   |   |   |

## Paesi Bassi

I Paesi Bassi entrano a far parte dell'eurozona nel 2002 e da subito hanno iniziato l'emissione di monete commemorative da collezione. Una particolarità nelle emissioni delle monete commemorative è la seguente: le monete da 20 e 50 euro in oro vengono emesse solo in concomitanza di particolari celebrazioni per i Paesi Bassi a cui viene associata una moneta in argento da 10 euro, tutte e tre con lo stesso dritto e rovescio. Dal 2008 invece ad ogni 10 euro in oro e 5 euro in argento viene associata sempre un'altra moneta da 5 euro in rame placcato argento; anche qui tutte e tre hanno lo stesso dritto e lo stesso rovescio.
La coniazione delle monete avviene presso il Koninklijke Nederlandse Munt (Zecca olandese) utilizzando esclusivamente l'oro e l'argento o rame placcato argento.

### Emissioni
| Anno              | Emissioni |     | Metallo | Metallo | Metallo |      | Valore facciale | Valore facciale | Valore facciale | Valore facciale |
| Anno              | Emissioni | Oro | Argento | Altro   | 5 €     | 10 € | 20 €            | 50 €            |                 |                 |
| ----------------- | --------- | --- | ------- | ------- | ------- | ---- | --------------- | --------------- | --------------- | --------------- |
| 2002              | 2         | 1   | 1       |         |         | 2    |                 |                 |                 |                 |
| 2003              | 2         | 1   | 1       |         | 1       | 1    |                 |                 |                 |                 |
| 2004              | 7         | 4   | 3       |         | 2       | 3    | 1               | 1               |                 |                 |
| 2005              | 5         | 3   | 2       |         | 1       | 2    | 1               | 1               |                 |                 |
| 2006              | 6         | 3   | 3       |         | 3       | 3    |                 |                 |                 |                 |
| 2007              | 2         | 1   | 1       |         | 1       | 1    |                 |                 |                 |                 |
| 2008              | 3         | 1   | 1       | 1       | 2       | 1    |                 |                 |                 |                 |
| 2009              | 6         | 2   | 2       | 2       | 4       | 2    |                 |                 |                 |                 |
| 2010              | 6         | 2   | 2       | 2       | 4       | 2    |                 |                 |                 |                 |
| 2011              | 9         | 3   | 3       | 3       | 6       | 3    |                 |                 |                 |                 |
| 2012              | 9         | 3   | 3       | 3       | 6       | 3    |                 |                 |                 |                 |
| 2013              | 13        | 5   | 4       | 4       | 6       | 5    | 1               | 1               |                 |                 |
| 2014              | 6         | 2   | 2       | 2       | 4       | 2    |                 |                 |                 |                 |
| 2015              | 6         | 2   | 2       | 2       | 4       | 2    |                 |                 |                 |                 |
| 2016              | 6         | 2   | 2       | 2       | 4       | 2    |                 |                 |                 |                 |
| 2017              | 13        | 5   | 4       | 4       | 6       | 5    | 1               | 1               |                 |                 |
| 2018              | 12        | 4   | 4       | 4       | 8       | 4    |                 |                 |                 |                 |
| 2019              | 12        | 4   | 4       | 4       | 8       | 4    |                 |                 |                 |                 |
| 2020              | 6         | 2   | 2       | 2       | 4       | 2    |                 |                 |                 |                 |
| 2021              | 6         | 2   | 2       | 2       | 4       | 2    |                 |                 |                 |                 |
| 2022              | 3         | 1   | 1       | 1       | 2       | 1    |                 |                 |                 |                 |
| Total             | 140       |     | 53      | 49      | 38      |      | 80              | 52              | 4               | 4               |
| \| sì \| \| no \| |           |     |         |         |         |      |                 |                 |                 |                 |
| sì                |           |     |         |         |         |      |                 |                 |                 |                 |
| no                |           |     |         |         |         |      |                 |                 |                 |                 |

## Portogallo

Il Portogallo ha iniziato la coniazione di monete commemorative da collezione l'anno successivo all'adozione della moneta unica. Dal 2003 ha emesso monete sia in oro che in argento e dal 2008 è iniziata anche la coniazione di monete in cupronichel.
Fino al 2007 le monete in argento hanno avuto una particolarità: quelle emesse in fior di conio sono state realizzate in argento 500/1000 mentre quelle fondo specchio sono state realizzate in argento 925/1000. Dal 2008 le monete in argento 500/1000 non sono state più realizzate e al loro posto vengono coniate monete in cupronichel che presentano stesso valore facciale e stessi disegni sia sul dritto che sul rovescio delle monete in argento 925/1000. Nel 2009, 2011, 2012 e nel 2013 l'ulteriore moneta in cupronichel emessa ha riportato lo stesso valore e disegni di una delle monete in oro. Tutte le monete emesse dal Portogallo sono coniate presso la Imprensa Nacional - Casa da Moeda - INCM (Zecca portoghese).

### Emissioni
| Anno              | Emissioni |     | Metallo | Metallo | Metallo |      | Valore facciale | Valore facciale | Valore facciale | Valore facciale | Valore facciale | Valore facciale | Valore facciale |
| Anno              | Emissioni | Oro | Argento | Altro   | ¼ €     | 1½ € | 2,50 €          | 5 €             | 7,50 €          | 8 €             | 10 €            |                 |                 |
| ----------------- | --------- | --- | ------- | ------- | ------- | ---- | --------------- | --------------- | --------------- | --------------- | --------------- | --------------- | --------------- |
| 2003              | 14        | 4   | 10      |         |         |      |                 | 3               |                 | 9               | 2               |                 |                 |
| 2004              | 17        | 3   | 14      |         |         |      |                 | 4               |                 | 11              | 2               |                 |                 |
| 2005              | 11        | 1   | 10      |         |         |      |                 | 7               |                 | 2               | 2               |                 |                 |
| 2006              | 13        | 1   | 12      |         | 1       |      |                 | 4               |                 | 4               | 4               |                 |                 |
| 2007              | 13        | 1   | 12      |         | 1       |      |                 | 6               |                 | 2               | 4               |                 |                 |
| 2008              | 11        | 1   | 5       | 5       | 1       | 2    | 8               |                 |                 |                 |                 |                 |                 |
| 2009              | 10        | 3   | 3       | 4       | 1       | 2    | 7               |                 |                 |                 |                 |                 |                 |
| 2010              | 16        | 3   | 7       | 6       | 1       | 2    | 9               | 2               |                 |                 | 2               |                 |                 |
| 2011              | 15        | 4   | 5       | 6       | 2       |      | 9               |                 | 2               |                 | 2               |                 |                 |
| 2012              | 17        | 4   | 6       | 7       | 1       |      | 12              | 2               |                 |                 | 2               |                 |                 |
| 2013              | 17        | 4   | 6       | 7       | 1       |      | 14              | 2               |                 |                 |                 |                 |                 |
| 2014              | 20        | 5   | 8       | 7       | 1       |      | 16              | 3               |                 |                 |                 |                 |                 |
| 2015              | 19        | 4   | 7       | 8       |         |      | 14              | 3               | 2               |                 |                 |                 |                 |
| 2016              | 18        | 4   | 8       | 6       |         |      | 7               | 8               | 3               |                 |                 |                 |                 |
| 2017              | 21        | 5   | 11      | 5       |         |      | 6               | 8               | 7               |                 |                 |                 |                 |
| 2018              | 20        | 4   | 10      | 6       |         |      | 6               | 9               | 5               |                 |                 |                 |                 |
| 2019              | 19        | 3   | 11      | 5       |         |      |                 | 11              | 8               |                 |                 |                 |                 |
| 2020              | 21        | 4   | 12      | 5       |         | 1    | 3               | 9               | 7               |                 | 1               |                 |                 |
| 2021              | 15        | 4   | 7       | 4       |         |      | 1               | 10              | 3               |                 | 1               |                 |                 |
| 2022              | 4         | 1   | 2       | 1       |         |      |                 | 1               | 3               |                 |                 |                 |                 |
| Total             | 311       |     | 63      | 166     | 82      |      | 10              | 7               | 112             | 92              | 40              | 28              | 22              |
| \| sì \| \| no \| |           |     |         |         |         |      |                 |                 |                 |                 |                 |                 |                 |
| sì                |           |     |         |         |         |      |                 |                 |                 |                 |                 |                 |                 |
| no                |           |     |         |         |         |      |                 |                 |                 |                 |                 |                 |                 |

## San Marino

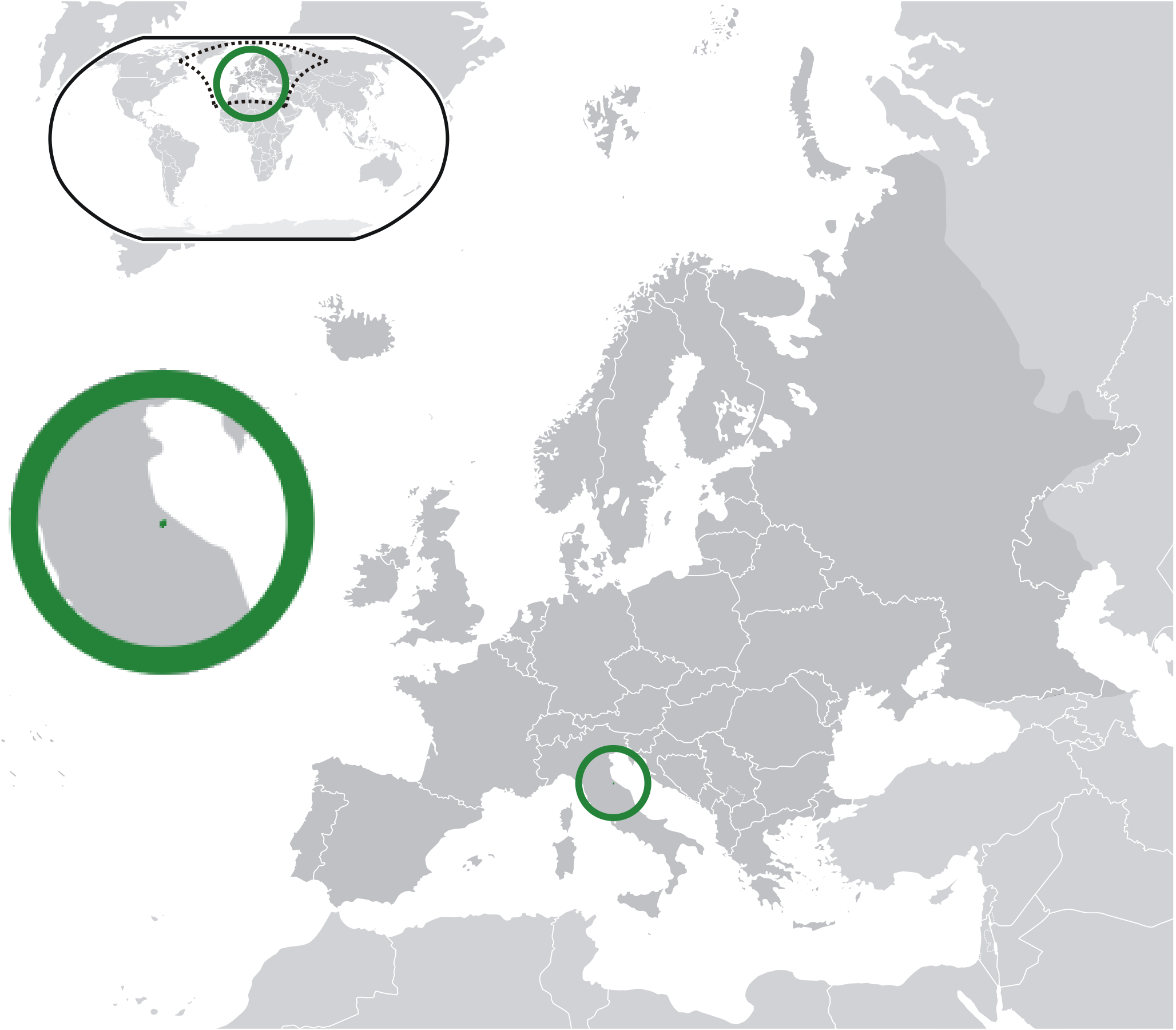

La coniazione delle monete commemorative da collezione da parte della Repubblica di San Marino è iniziata nel 2002, anno in cui è stato autorizzato a coniare e a utilizzare l'euro come valuta nazionale in forza degli accordi con l'Italia (membro dell'Unione Europea).
Tutte le monete vengono coniate presso l'Istituto Poligrafico e Zecca dello Stato di Roma e i metalli utilizzati sono stati esclusivamente l'oro e l'argento fino al 2016, anno in cui è stata coniata per la prima volta una moneta in cupronichel e ottone. 

### Emissioni
| Anno              | Emissioni |     | Metallo | Metallo | Metallo |      | Valore facciale | Valore facciale | Valore facciale | Valore facciale |
| Anno              | Emissioni | Oro | Argento | Altro   | 5 €     | 10 € | 20 €            | 50 €            |                 |                 |
| ----------------- | --------- | --- | ------- | ------- | ------- | ---- | --------------- | --------------- | --------------- | --------------- |
| 2002              | 4         | 2   | 2       |         | 1       | 1    | 1               | 1               |                 |                 |
| 2003              | 5         | 2   | 3       |         | 2       | 1    | 1               | 1               |                 |                 |
| 2004              | 5         | 2   | 3       |         | 2       | 1    | 1               | 1               |                 |                 |
| 2005              | 5         | 2   | 3       |         | 2       | 1    | 1               | 1               |                 |                 |
| 2006              | 5         | 2   | 3       |         | 2       | 1    | 1               | 1               |                 |                 |
| 2007              | 5         | 2   | 3       |         | 2       | 1    | 1               | 1               |                 |                 |
| 2008              | 5         | 2   | 3       |         | 2       | 1    | 1               | 1               |                 |                 |
| 2009              | 5         | 2   | 3       |         | 2       | 1    | 1               | 1               |                 |                 |
| 2010              | 5         | 2   | 3       |         | 2       | 1    | 1               | 1               |                 |                 |
| 2011              | 5         | 2   | 3       |         | 2       | 1    | 1               | 1               |                 |                 |
| 2012              | 5         | 2   | 3       |         | 2       | 1    | 1               | 1               |                 |                 |
| 2013              | 7         | 2   | 5       |         | 3       | 2    | 1               | 1               |                 |                 |
| 2014              | 6         | 2   | 4       |         | 3       | 1    | 1               | 1               |                 |                 |
| 2015              | 5         | 2   | 3       |         | 2       | 1    | 1               | 1               |                 |                 |
| 2016              | 7         | 3   | 3       | 1       | 3       | 2    | 1               | 1               |                 |                 |
| 2017              | 6         | 2   | 3       | 1       | 3       | 1    | 1               | 1               |                 |                 |
| 2018              | 6         | 1   | 3       | 2       | 4       | 1    | 1               |                 |                 |                 |
| 2019              | 9         | 1   | 3       | 5       | 7       | 1    | 1               |                 |                 |                 |
| 2020              | 9         | 1   | 3       | 5       | 5       | 3    | 1               |                 |                 |                 |
| 2021              | 8         |     | 4       | 4       | 6       | 2    |                 |                 |                 |                 |
| Total             | 117       | 36  | 63      | 18      | 57      | 25   | 19              | 16              |                 |                 |
| \| sì \| \| no \| |           |     |         |         |         |      |                 |                 |                 |                 |
| sì                |           |     |         |         |         |      |                 |                 |                 |                 |
| no                |           |     |         |         |         |      |                 |                 |                 |                 |

## Slovacchia

La Slovacchia è entrata a far parte dell'eurozona il 1º gennaio 2009 e in quell'anno ha iniziato a coniare solo monete commeorative in argento. Dall'anno successivo ha iniziato anche con la coniazione di monete in oro e dal 2021 monete in ottone. Nel 2018 la Slovacchia ha emesso una particolare moneta del valore facciale di 25 euro in argento per la commemorazione dei 25 anni dalla nascita della repubblica slovacca. Tutte le monete sono coniate presso la Mincovňa Kremnica (Zecca slovacca).

### Emissioni
| 2009              | 2  |   | 2  |    |   | 1 | 1 |    |    |   |    |
| 2010              | 4  | 1 | 3  |    |   | 2 | 1 |    | 1  |   |    |
| 2011              | 5  | 1 | 4  |    |   | 3 | 1 |    | 1  |   |    |
| 2012              | 5  | 1 | 4  |    |   | 3 | 1 |    | 1  |   |    |
| 2013              | 5  | 1 | 4  |    |   | 3 | 1 |    | 1  |   |    |
| 2014              | 3  | 1 | 2  |    |   | 1 | 1 |    | 1  |   |    |
| 2015              | 3  | 1 | 2  |    |   | 2 |   |    | 1  |   |    |
| 2016              | 6  | 1 | 5  |    |   | 4 | 1 |    | 1  |   |    |
| 2017              | 4  | 1 | 3  |    |   | 2 | 1 |    | 1  |   |    |
| 2018              | 8  | 1 | 7  |    |   | 6 |   | 1  | 1  |   |    |
| 2019              | 6  | 1 | 5  |    |   | 5 |   |    | 1  |   |    |
| 2020              | 6  | 1 | 5  |    |   | 4 | 1 |    | 1  |   |    |
| 2021              | 9  | 1 | 6  | 2  | 2 | 5 | 1 |    | 1  |   |    |
| 2022              | 1  |   | 1  |    |   | 1 |   |    |    |   |    |
| Total             | 67 |   | 12 | 53 | 2 |   | 2 | 42 | 10 | 1 | 12 |
| \| sì \| \| no \| |    |   |    |    |   |   |   |    |    |   |    |
| sì                |    |   |    |    |   |   |   |    |    |   |    |
| no                |    |   |    |    |   |   |   |    |    |   |    |

## Slovenia

La Slovenia adotta l'euro il 1º gennaio 2007, ma la coniazione di monete commemorative da collezione inizia solo l'anno successivo, nel 2008. I metalli utilizzati sono l'oro e l'argento a cui si aggiunge la coniazione di una moneta bimetallica dal valore facciale di 3 euro con il disco interno realizzato in cupronichel e l'anello esterno realizzato in cupronichel e zinco.
Una particolarità nelle emissioni delle monete commemorative è la seguente: il tema scelto ogni anno da raffigurare sul dritto e sul rovescio delle monete viene riprodotto esattamente identico su tutte e tre le tipologie di monete (per le monete bimetalliche viene scelto un solo tema quando per quell'anno i temi proposti sono 2), con l'unica differenza del valore facciale riportato.
Le monete sono coniate presso diverse zecche europee come il Koninklijke Nederlandse Munt (Zecca olandese), Suomen Rahapaja o Myntverket i Finland (Zecca finlandese) o la Mincovňa Kremnica (Zecca slovacca).

### Emissioni
| 2008              | 5  | 2 | 2  | 1  | 1  | 2 | 2  |    |    |
| 2009              | 5  | 2 | 2  | 1  | 1  | 2 | 2  |    |    |
| 2010              | 5  | 2 | 2  | 1  | 1  | 2 | 2  |    |    |
| 2011              | 5  | 2 | 2  | 1  | 1  | 2 | 2  |    |    |
| 2012              | 5  | 2 | 2  | 1  | 1  | 2 | 2  |    |    |
| 2013              | 3  | 1 | 1  | 1  | 1  | 1 | 1  |    |    |
| 2014              | 3  | 1 | 1  | 1  | 1  | 1 | 1  |    |    |
| 2015              | 3  | 1 | 1  | 1  | 1  | 1 | 1  |    |    |
| 2016              | 3  | 1 | 1  | 1  | 1  | 1 | 1  |    |    |
| 2017              | 3  | 1 | 1  | 1  | 1  | 1 | 1  |    |    |
| 2018              | 3  | 1 | 1  | 1  | 1  | 1 | 1  |    |    |
| 2019              | 3  | 1 | 1  | 1  | 1  | 1 | 1  |    |    |
| 2020              | 3  | 1 | 1  | 1  | 1  | 1 | 1  |    |    |
| 2021              | 6  | 2 | 2  | 2  | 2  | 2 | 2  |    |    |
| 2022              | 3  | 1 | 1  | 1  | 1  | 1 | 1  |    |    |
| Total             | 58 |   | 21 | 21 | 16 |   | 16 | 21 | 21 |
| \| sì \| \| no \| |    |   |    |    |    |   |    |    |    |
| sì                |    |   |    |    |    |   |    |    |    |
| no                |    |   |    |    |    |   |    |    |    |

## Spagna

La Spagna è il secondo paese europeo per numero di monete commemorative in euro emesse. Notevole è anche il numero di valori facciali utilizzati dal Regno spagnolo.
La coniazione, iniziata nel 2002 contemporaneamente all'adozione dell'euro, avviene presso la Real Casa de la Moneda (Zecca spagnola). I metalli utilizzati sono stati esclusivamente l'oro e l'argento fino al 2016 dato che dall'anno successivo è iniziata la coniazione di monete commemorative in cupronichel.
La Spagna inoltre, negli anni 2005 e 2006 ha emesso una moneta bimetallica utilizzando l'oro e l'argento del valore facciale di 300 euro.
Una particolarità tra le varie emissioni è quella relativa a due monete, una in argento da 100 euro emessa nel 2009 che riproduce le facce di una moneta di 100 scudi rilasciata nel 1609 sotto il regno di Filippo III di Spagna e una sempre in argento da 5 euro emessa nel 2013 per la commemorazione del 75º compleanno di Re Juan Carlos, entrambe ricoperte in oro 999/1000, casi unici nel panorama degli euro commemorativi da collezione.

### Emissioni
| Anno              | Emissioni |     | Metallo | Metallo | Metallo |     | Valore facciale | Valore facciale | Valore facciale | Valore facciale | Valore facciale | Valore facciale | Valore facciale | Valore facciale | Valore facciale | Valore facciale | Valore facciale | Valore facciale | Valore facciale |
| Anno              | Emissioni | Oro | Argento | Altro   | 1,5 €   | 5 € | 10 €            | 12 €            | 20 €            | 25 €            | 30 €            | 50 €            | 100 €           | 150 €           | 200 €           | 300 €           | 400 €           |                 |                 |
| ----------------- | --------- | --- | ------- | ------- | ------- | --- | --------------- | --------------- | --------------- | --------------- | --------------- | --------------- | --------------- | --------------- | --------------- | --------------- | --------------- | --------------- | --------------- |
| 2002              | 15        | 2   | 13      |         |         |     | 11              | 1               |                 |                 |                 | 1               |                 |                 | 1               |                 | 1               |                 |                 |
| 2003              | 11        | 3   | 8       |         |         |     | 6               | 1               |                 |                 |                 | 1               | 1               |                 | 2               |                 |                 |                 |                 |
| 2004              | 18        | 5   | 13      |         |         |     | 9               | 2               |                 |                 |                 | 2               | 1               |                 | 3               |                 | 1               |                 |                 |
| 2005              | 13        | 4   | 9       |         |         |     | 7               | 1               |                 |                 |                 | 1               |                 |                 | 2               | 1               | 1               |                 |                 |
| 2006              | 11        | 3   | 8       |         |         |     | 6               | 1               |                 |                 |                 | 1               |                 |                 | 1               | 1               | 1               |                 |                 |
| 2007              | 18        | 4   | 14      |         |         |     | 11              | 1               | 1               |                 |                 | 2               |                 |                 | 2               |                 | 1               |                 |                 |
| 2008              | 15        | 5   | 10      |         |         |     | 7               | 1               | 1               |                 |                 | 2               |                 |                 | 3               |                 | 1               |                 |                 |
| 2009              | 13        | 4   | 9       |         |         |     | 5               | 1               |                 |                 |                 | 2               | 3               |                 | 1               |                 | 1               |                 |                 |
| 2010              | 27        | 3   | 24      |         |         | 12  | 9               | 1               | 2               |                 |                 | 1               |                 |                 | 1               |                 | 1               |                 |                 |
| 2011              | 35        | 5   | 30      |         |         | 20  | 8               |                 | 3               |                 |                 | 1               | 1               |                 | 1               |                 | 1               |                 |                 |
| 2012              | 40        | 5   | 35      |         |         | 20  | 12              |                 | 1               |                 | 1               | 2               | 1               |                 | 2               |                 | 1               |                 |                 |
| 2013              | 26        | 6   | 20      |         |         | 5   | 11              |                 | 1               |                 | 1               | 3               | 3               |                 | 1               |                 | 1               |                 |                 |
| 2014              | 23        | 5   | 18      |         |         | 7   | 8               |                 | 1               |                 | 1               | 1               | 2               |                 | 2               |                 | 1               |                 |                 |
| 2015              | 21        | 5   | 16      |         |         | 7   | 7               |                 | 1               |                 | 1               | 1               | 2               |                 | 1               |                 | 1               |                 |                 |
| 2016              | 18        | 7   | 11      |         |         |     | 7               |                 | 1               | 2               | 1               | 1               | 3               |                 | 2               |                 | 1               |                 |                 |
| 2017              | 17        | 5   | 12      |         |         | 1   | 8               |                 | 1               |                 | 1               | 1               | 3               |                 | 1               |                 | 1               |                 |                 |
| 2018              | 22        | 7   | 11      | 4       | 4       |     | 8               |                 |                 |                 | 2               | 2               | 2               |                 | 2               |                 | 2               |                 |                 |
| 2019              | 32        | 6   | 10      | 16      | 16      |     | 8               |                 | 1               |                 | 1               |                 | 4               |                 | 1               | 1               |                 |                 |                 |
| 2020              | 28        | 2   | 6       | 20      | 20      | 1   | 4               |                 |                 |                 | 1               |                 | 1               |                 | 1               |                 |                 |                 |                 |
| 2021              | 9         | 1   | 8       |         |         |     | 6               |                 |                 |                 |                 | 1               | 1               | 1               |                 |                 |                 |                 |                 |
| Total             | 412       | 87  | 285     | 40      | 40      | 73  | 158             | 10              | 14              | 2               | 10              | 26              | 28              | 1               | 30              | 3               | 17              |                 |                 |
| \| sì \| \| no \| |           |     |         |         |         |     |                 |                 |                 |                 |                 |                 |                 |                 |                 |                 |                 |                 |                 |
| sì                |           |     |         |         |         |     |                 |                 |                 |                 |                 |                 |                 |                 |                 |                 |                 |                 |                 |
| no                |           |     |         |         |         |     |                 |                 |                 |                 |                 |                 |                 |                 |                 |                 |                 |                 |                 |

## Vaticano

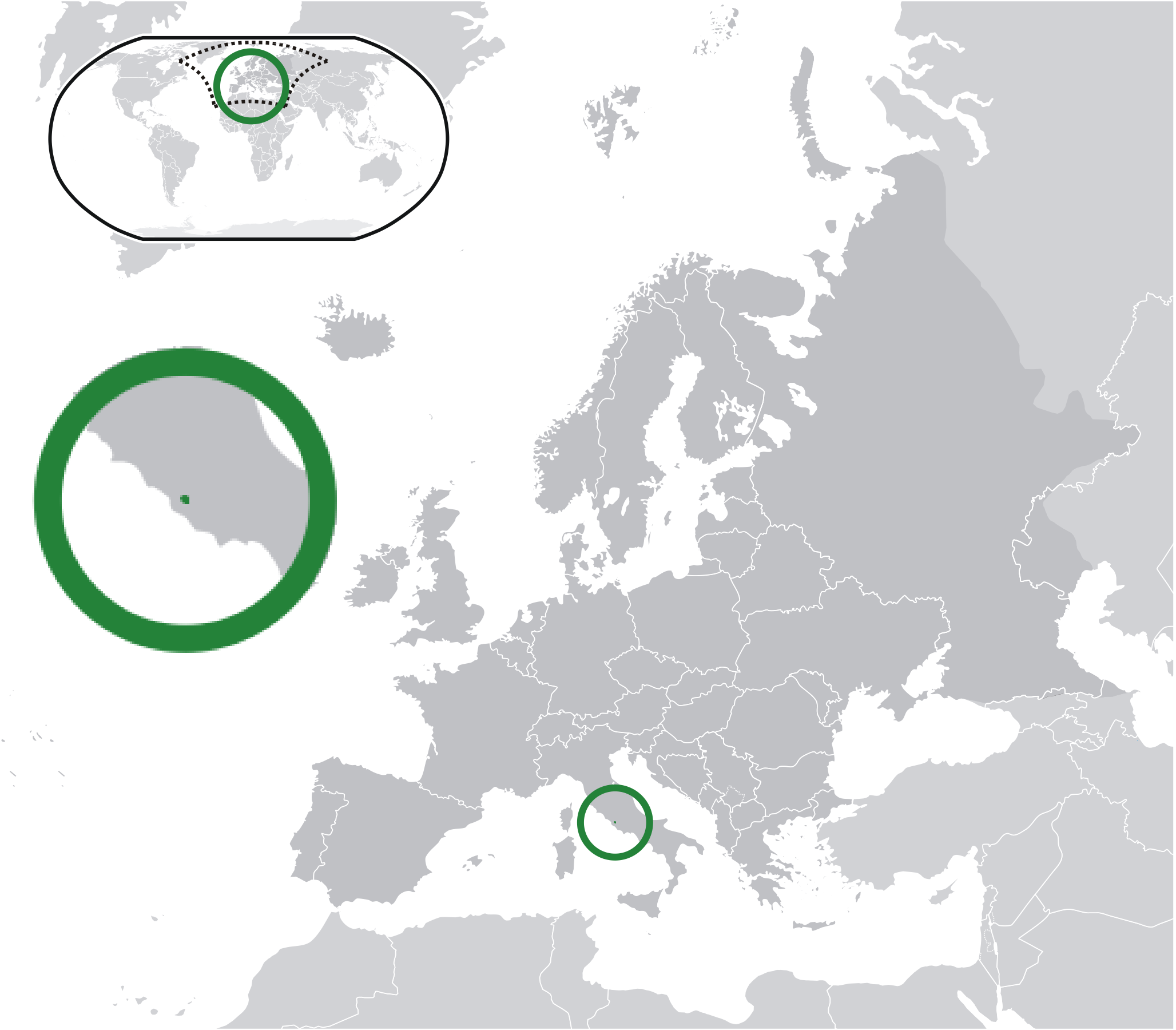

La coniazione delle monete commemorative da collezione da parte del Vaticano è iniziata a partire dal 2002, anno in cui è stato autorizzato a coniare e a utilizzare l'euro come valuta nazionale, in forza degli accordi con l'Italia (membro dell'Unione Europea).
Tutte le monete vengono coniate presso l'Istituto Poligrafico e Zecca dello Stato di Roma e i metalli utilizzati sono stati esclusivamente l'oro e l'argento fino al 2018, anno in cui è stata coniata la prima moneta in cupronichel.

### Emissioni
| Anno              | Emissioni |     | Metallo | Metallo | Metallo |      | Valore facciale | Valore facciale | Valore facciale | Valore facciale | Valore facciale | Valore facciale | Valore facciale |
| Anno              | Emissioni | Oro | Argento | Altro   | 5 €     | 10 € | 20 €            | 25 €            | 50 €            | 100 €           | 200 €           |                 |                 |
| ----------------- | --------- | --- | ------- | ------- | ------- | ---- | --------------- | --------------- | --------------- | --------------- | --------------- | --------------- | --------------- |
| 2002              | 4         | 2   | 2       |         | 1       | 1    | 1               |                 | 1               |                 |                 |                 |                 |
| 2003              | 4         | 2   | 2       |         | 1       | 1    | 1               |                 | 1               |                 |                 |                 |                 |
| 2004              | 4         | 2   | 2       |         | 1       | 1    | 1               |                 | 1               |                 |                 |                 |                 |
| 2005              | 5         | 2   | 3       |         | 2       | 1    | 1               |                 | 1               |                 |                 |                 |                 |
| 2006              | 4         | 2   | 2       |         | 1       | 1    | 1               |                 | 1               |                 |                 |                 |                 |
| 2007              | 4         | 2   | 2       |         | 1       | 1    | 1               |                 | 1               |                 |                 |                 |                 |
| 2008              | 5         | 3   | 2       |         | 1       | 1    | 1               |                 | 1               | 1               |                 |                 |                 |
| 2009              | 5         | 3   | 2       |         | 1       | 1    | 1               |                 | 1               | 1               |                 |                 |                 |
| 2010              | 5         | 3   | 2       |         | 1       | 1    | 1               |                 | 1               | 1               |                 |                 |                 |
| 2011              | 6         | 3   | 3       |         | 2       | 1    | 1               |                 | 1               | 1               |                 |                 |                 |
| 2012              | 8         | 5   | 3       |         | 1       | 1    | 2               |                 | 2               | 1               | 1               |                 |                 |
| 2013              | 11        | 6   | 5       |         | 3       | 2    | 2               |                 | 2               | 1               | 1               |                 |                 |
| 2014              | 9         | 6   | 3       |         | 1       | 2    | 2               |                 | 2               | 1               | 1               |                 |                 |
| 2015              | 10        | 6   | 4       |         | 2       | 2    | 2               |                 | 2               | 1               | 1               |                 |                 |
| 2016              | 9         | 6   | 3       |         | 1       | 2    | 2               |                 | 2               | 1               | 1               |                 |                 |
| 2017              | 9         | 6   | 3       |         | 1       | 2    | 2               |                 | 2               | 1               | 1               |                 |                 |
| 2018              | 11        | 6   | 4       | 1       | 3       | 1    | 3               |                 | 2               | 1               | 1               |                 |                 |
| 2019              | 12        | 6   | 5       | 1       | 3       | 3    | 2               |                 | 2               | 1               | 1               |                 |                 |
| 2020              | 13        | 6   | 5       | 2       | 3       | 4    | 2               |                 | 2               | 1               | 1               |                 |                 |
| 2021              | 14        | 6   | 6       | 2       | 2       | 3    | 3               | 2               | 2               | 1               | 1               |                 |                 |
| Total             | 152       | 83  | 63      | 6       | 32      | 32   | 32              | 2               | 30              | 14              | 10              |                 |                 |
| \| sì \| \| no \| |           |     |         |         |         |      |                 |                 |                 |                 |                 |                 |                 |
| sì                |           |     |         |         |         |      |                 |                 |                 |                 |                 |                 |                 |
| no                |           |     |         |         |         |      |                 |                 |                 |                 |                 |                 |                 |